# Freimaurerei

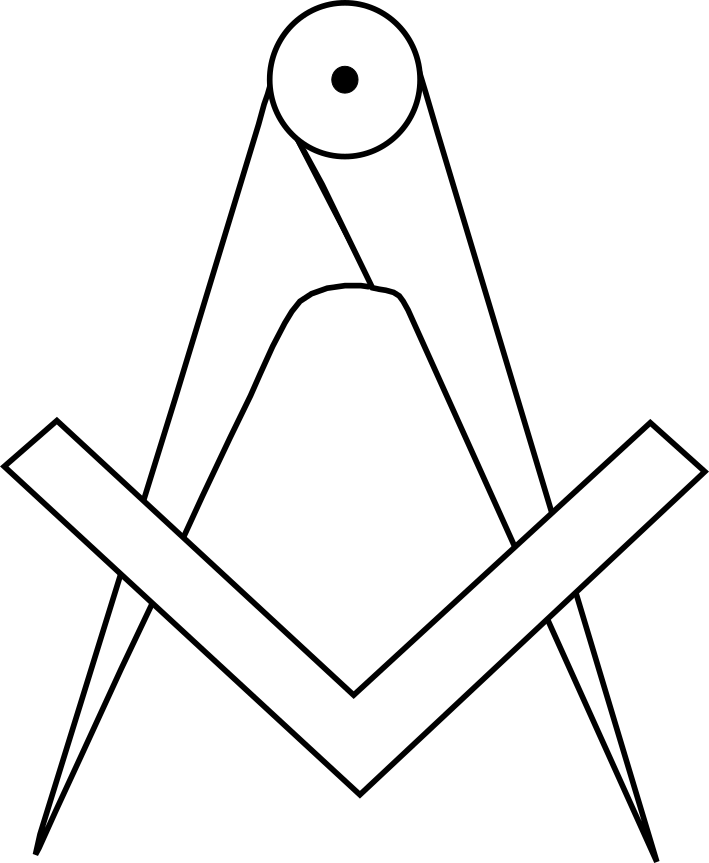
Zirkel und Winkel, zwei der bekanntesten Symbole der Freimaurerei

Die Freimaurerei ist eine international verbreitete Bewegung von zumeist männlichen Initiationsgemeinschaften, die in sogenannten Logen organisiert sind. Die Mitglieder sind in Grade eingeteilt, von denen es je nach Lehrsystem drei bis 33 gibt. Sie treffen sich zu geselligen und ethisch-religiösen Zwecken und führen Zeremonien durch, die sogenannte Tempelarbeit.
Über die Vorgänge innerhalb der Versammlungen besteht Verschwiegenheitspflicht. Wegen dieses Arkanprinzips wird die Freimaurerei mitunter als Geheimbund bzw. Geheimgesellschaft bezeichnet, und viele Verschwörungstheorien sind über sie im Umlauf. Die Freimaurerei selbst versteht sich als Bund freier und gleicher Menschen mit der Überzeugung, dass die ständige Arbeit an sich selbst zu Selbsterkenntnis und einem menschlicheren Verhalten führe. Die fünf Grundideale der Freimaurerei sind Freiheit, Gleichheit, Brüderlichkeit, Toleranz und Humanität. Es gibt, je nach Quelle, weltweit 2,6 bis sieben Millionen Freimaurer.
Die Ursprünge der Freimaurerei liegen im Dunkeln. Sicher belegt ist die Gründung der ersten Großloge in London 1717. Deren Konstitution, die Alten Pflichten von 1723 bildet die Grundlage der heutigen Freimaurerei. Gemeinsam mit den Salons, den Lesegesellschaften und anderen Zusammenschlüssen der frühen Aufklärung bildeten die Logen in ganz Europa eine neue Form von Öffentlichkeit und trugen zur Verbreitung aufklärerischer Ideen bei.
Zwei der bekanntesten freimaurerischen Symbole sind Winkel und Zirkel (in Amerika mit dem zentralen Buchstaben „G“, der oft für die allgegenwärtige Geometrie steht).

## Symbole und Etymologie
Der Begriff Freimaurer ist eine Lehnübersetzung des 18. Jahrhunderts für englisch Freemason. Im 15. Jahrhundert bezeichnete das Wort, das wahrscheinlich von freestone, einem in der Grafschaft Kent vorkommenden weichen Stein abgeleitet ist, die in Bauhütten organisierten Steinbildhauer oder Baumeister, die freestone-masons (französisch: franc maçon, italienisch: frammassone). Im Unterschied dazu waren die roughstone-masons eher für die gröberen Arbeiten zuständig. Die geschichtlich überlieferten Symbole wie Maurerkelle, Winkelmaß und Zirkel gehören heute noch zum Inventar der Freimaurer. Schriften und Artefakte, die sich mit der Freimaurerei beschäftigen oder sich auf diese beziehen, werden als Masonica, lateinisch, Singular Masonicum bezeichnet. Die Begriffe „Freimaurer“ und „Loge“ sind nicht geschützt, daher kann sich jedermann Freimaurer oder jede Gruppierung Loge nennen, obwohl sie nichts mit der historisch gewachsenen Freimaurerei zu tun haben.
Gotthold Ephraim Lessing bestreitet den mittelalterlichen Ursprung der Freimaurerei und identifiziert diese als parallele Entwicklung zur Entstehung der bürgerlichen Gesellschaft. Freemasonry sei nicht auf masonry zurückzuführen, sondern auf massoney oder masoney, ein Wort für Tischgesellschaft oder Club, für „kleinere, vertraute Gesellschaften“ neben der „großen bürgerlichen“. Diese Ableitung wird jedoch bestritten.
Oft – und von Freimaurern selbst – wird die Freimaurerei als „Königliche Kunst“ bezeichnet. Dies basiert auf einem Bibelzitat und philosophischen Überlegungen: „So ihr das königliche Gesetz vollendet nach der Schrift: ‚Liebe deinen Nächsten wie dich selbst‘, so tut ihr wohl.“ (Jak 2,8 ). Platon bezeichnete mit dem Begriff Königliche Kunst die Philosophie („Liebe zur Weisheit“). Der Begriff hat also keinen Bezug zum Herrschertitel.
Für die Zeitrechnung richten sich die Freimaurer nach dem Ussher-Lightfoot-Kalender, der auf den irischen Bischof James Ussher zurückgeht. Dieser legte Anfang des 18. Jahrhunderts den Anfang der Welt auf das Jahr 4004 vor Christi Geburt fest, und zwar genau auf den 23. Oktober 4004 vor Christus, 1 Uhr morgens. Der Einfachheit halber einigte man sich später darauf, einfach der Jahreszahl nach dem aktuellen Kalender 4000 Jahre hinzu zu rechnen, sodass zum Beispiel das Jahr 2024 für die Freimaurer das Jahr 6024 ist.

## Ziele und Werte
Ziele und Werte der Freimaurerei leiten sich ihrem Selbstverständnis zufolge aus der Tradition mittelalterlicher Steinmetzbruderschaften ab. Einen wichtigen Teil ihrer Symbole entnahmen Freimaurer der Bauhüttenkultur mit ihren sorgfältig gewahrten Werkgeheimnissen. Je nach Großloge bekennen sich viele Freimaurer zu einem Schöpfungsprinzip, das sie den Allmächtigen Baumeister aller Welten nennen. Symbole vermitteln gemeinsame Werte und Ideen. Die Weltbruderkette symbolisiert internationale Verbundenheit und die Brüderlichkeit aller Menschen.
Das ursprünglich zum Schutz der Werkgeheimnisse gegebene gegenseitige Versprechen zur Verschwiegenheit dient nicht der Geheimniskrämerei, sondern soll die Privatsphäre sichern. In Diskussionen ist Streit über politische und religiöse Gegenstände verpönt. Ebenso sind Freimaurer zum Respekt vor den Gesetzen des eigenen Landes verpflichtet. Der Sitz der Logen, ihre Vorsitzenden und ihre Satzungen sind bekannt, ihre Schriften und Beschreibungen von Ritualen der Freimaurerei sind für jeden in Stadtbibliotheken und Archiven öffentlich zugänglich und sind daher im Gegensatz zu verschwörungstheoretischen Darstellungen kein „verschwörerischer Geheimbund“ im Sinne einer konspirativ-politischen Untergrundtätigkeit.
Für die Verbreitung der Freimaurerlogen in Europa war das Gedankengut der Aufklärung wichtiger als das Anknüpfen an die alte Bauhüttentradition. Im 18. Jahrhundert, also im Zeitalter des Absolutismus, war die Freimaurerei die einzige Institution, die sich dem absoluten Herrschaftsanspruch des Staates und der Trennung der Stände entziehen konnte. Die Staatsgewalt hatte die Realisierung der moralischen Ansprüche des Bürgers in die Privatsphäre zurückgedrängt. Infolge dieser erzwungenen Trennung von politischer Gewalt und privater Moral mussten sich die Freimaurer, die sich vor allem ihren moralischen Werten verpflichtet fühlten, von den Institutionen des Staates und der Kirche trennen, sich über die Vorurteile der angeborenen Standeszugehörigkeit, Religion und Nationalität hinwegsetzen und auf einen von ihnen zu gestaltenden Innenraum beschränken, in dem sie sich über gesellschaftliche Trennungen hinwegsetzen können und den sie durch ihre Schweigsamkeit schützten. Dadurch wurden sie von einer zunächst unpolitisch-moralischen Gruppierung zu einer moralischen Gegengewalt gegen den absolutistischen Staat. Dass Freiheit und Gleichheit im Geheimen gepflegt werden mussten, war ein fast allgemeines Merkmal des späten Absolutismus.
Der Großteil der freimaurerischen Werte entstammt also eindeutig dem Zeitalter der Aufklärung, auch wenn die Aura des Geheimnisses dazu führte, dass Gedanken aus der Alchemie und andere Geheimwissenschaften und -rituale Einzug in die Logen hielten. Im Folgenden werden die fünf Grundpfeiler der Freimaurerei dargestellt: Freiheit, Gleichheit, Brüderlichkeit, Toleranz und Humanität.
1. Freiheit soll verwirklicht werden durch die Freiheit von Unterdrückung und Ausbeutung als Grundvoraussetzung der Freiheit des Geistes und der individuellen Verwirklichung.
2. Gleichheit bedeutet Gleichheit der Menschen ohne Klassenunterschiede und Gleichheit vor dem Gesetz.
3. Brüderlichkeit wird verwirklicht durch Sicherheit, Vertrauen, Fürsorge, Mitverantwortung und der Verständigung mit- und untereinander.
4. Toleranz wird gelebt durch aktives Zuhören und Verständnis anderer Meinungen.
5. Humanität umfasst die Summe aller vorherigen vier Grundsäulen und wird durch den „Tempel der Humanität“ symbolisiert, an dem Freimaurer arbeiten.

Das Ziel der Freimaurerei liegt darin, diese Grundsätze im Alltag zu leben, um so das menschlich Gute in der Welt zu fördern. Im freimaurerischen Sinn bedeutet Humanität die Lehre von der Würde des Menschen. In den Logen sehen Freimaurer daher bei der menschlichen Arbeit von allen gesellschaftlich bedingten Unterschieden ab – der Mensch an sich steht im Mittelpunkt. Emanuel Schikaneder, selbst Freimaurer wie Wolfgang Amadeus Mozart, bringt diese Einstellung im Libretto von Mozarts Oper Die Zauberflöte mit den Worten „Er ist Prinz, noch mehr, er ist ein Mensch!“ zum Ausdruck. Lessing verteidigt den Gedanken der Gleichheit, auch wenn er ihn in den Logen seiner Zeit nur unzulänglich umgesetzt sieht und den Ausschluss der Juden durch die Logen kritisiert.

## Rituale und Grade

### Tempelarbeit
Die geschlossene rituelle Versammlung der Freimaurer wird als Tempelarbeit bezeichnet und verfolgt das Ziel einer freimaurerischen Sozialisation. Es vermittelt dem Einzelnen durch eine überlieferte Methode die freimaurerischen Werte durch Symbole und Allegorien, wobei Verstand und Gefühl gleichermaßen angesprochen werden sollen. Der Freimaurer wird dabei nicht auf religiöse Inhalte oder metaphysische Glaubenssätze verpflichtet. Ob jemand, der Atheist ist, Freimaurer werden kann, wurde und wird unterschiedlich behandelt (siehe dazu den Konflikt zwischen dem Grand Orient de France und der Vereinigten Großloge von England zu diesem Thema). Da zumindest früher viele Rituale der Huldigung eines Großen Baumeisters aller Welten galten, wird der Glaube an ein höheres Wesen akzeptiert, wobei die unterschiedlichen Gottes- und Jenseitsvorstellungen der einzelnen Mitglieder nicht angetastet werden.

### Grade
Anzahl und Art der Freimaurergrade unterscheiden sich nach Lehrart, so haben zum Beispiel die Schwedischen Systeme insgesamt 9, die Schottischen Systeme 33 Grade. Grundsätzlich beginnen aber alle Systeme mit den Graden Lehrling, Geselle und Meister. Diese Stufen werden auch als blaue oder Johannisfreimaurerei bezeichnet und symbolisieren den Weg der persönlichen Weiterentwicklung. Entsprechend ihrem Selbstverständnis beschränken sich maßgebliche Lehrarten auf diese drei Stufen, da sie den gesamten ethischen Reifeprozess der Mitglieder abdecken sollen.

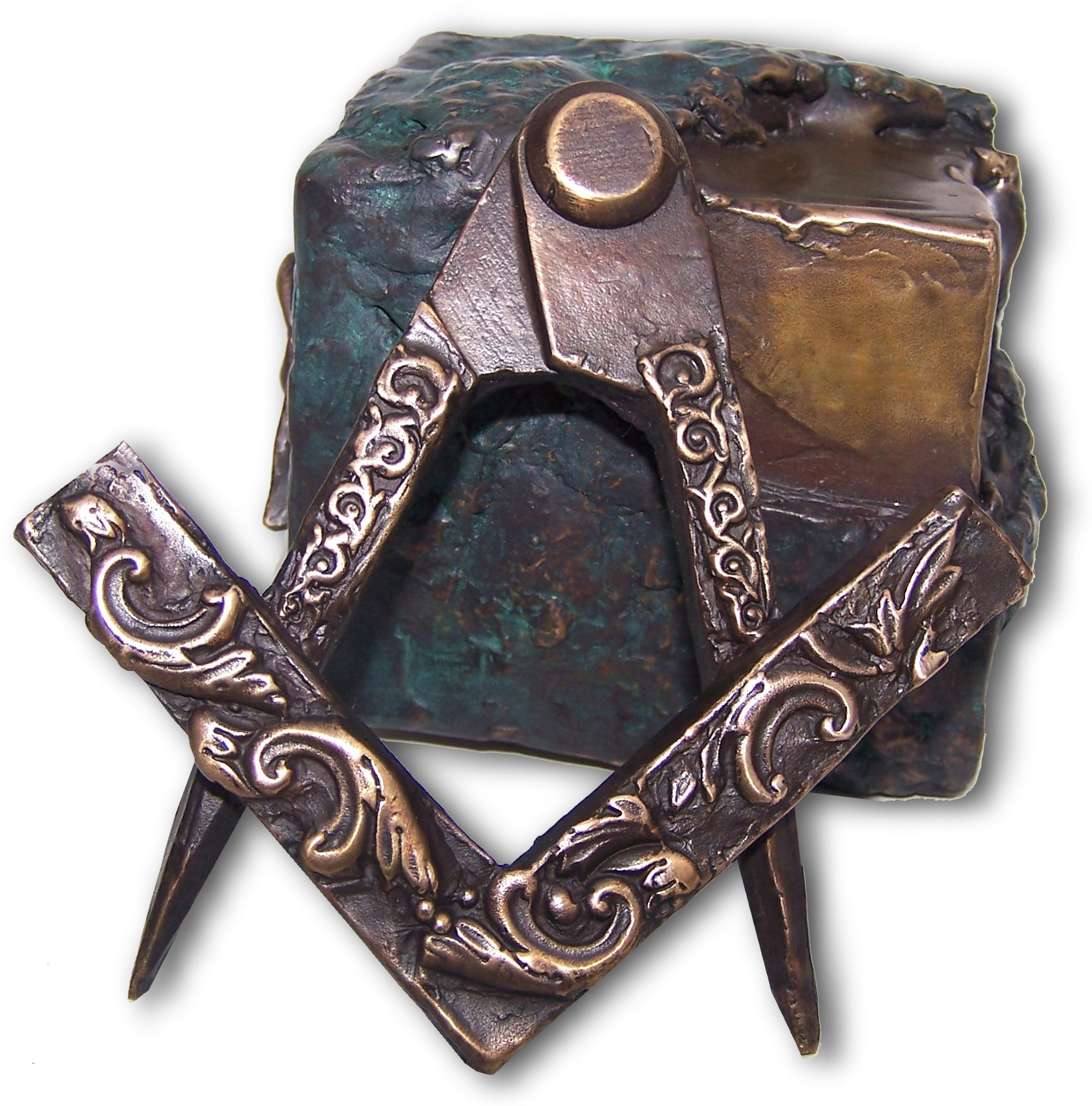
Erster Grad Bronze-Plastik von Jens Rusch: Rauher Stein

Durch seine Initiation in den Lehrlingsgrad, die Stufe der Selbsterkenntnis, soll der Lehrling in die Lage versetzt werden, seine menschliche Unvollkommenheit zu erkennen. Sie wird durch den rauen Stein symbolisiert. Als unvollkommener Mensch bedürfe er der Hilfe anderer Menschen und soll sich der Bedeutung von Menschlichkeit und Brüderlichkeit bewusst werden. Durch seine kontinuierliche Arbeit an sich selbst möchte er sich symbolisch zu einem Baustein des „Tempels der Humanität“ entwickeln.
Abhängig von seinen Fähigkeiten, üblicherweise nach einem Jahr, wird er in den Gesellengrad befördert, dessen Symbol der kubische Stein ist. Der Geselle soll lernen, sich in Selbstdisziplin zu üben, denn dies sei die Voraussetzung, dass sich alle Menschen, durch Bausteine symbolisiert, harmonisch zu einem gemeinsamen Tempelbau der Humanität zusammenfügen. Dabei wird eine Vervollkommnung der sozialen Beziehungen zu seinen Mitbrüdern und Mitmenschen angestrebt.
Der Freimaurer-Meister möchte sich der Vergänglichkeit des menschlichen Lebens bewusst werden, überschaut und durchdenkt seinen Lebensplan. Dem Meister-Grad ist symbolisch das Reißbrett zugeordnet. Durch das Vorbild seiner Zeichnung wird er seine Erfahrung weitergeben. Er trägt höhere Verantwortung und übernimmt weitere Aufgaben. Von der Arbeit der vorherigen Grade ist der Meister damit nicht entbunden.
Zusätzlich (und optional) gibt es verschiedene sogenannte rote Hochgradsysteme. Sie führen nicht darüber hinaus, sondern haben das Ziel, die Lehren des Lehrlings-, Gesellen- und Meistergrades zu vertiefen, daher werden sie heute als Erkenntnis- oder Vervollkommnungsstufen bezeichnet.

### Wichtigkeit der ständigen Erinnerung an die Vergänglichkeit am Beispiel einer Erhebungszeremonie
Bei einer Erhebungszeremonie (Hier am Beispiel der Erhebung eines Gesellen zum Meistergrad) wird durch die Benutzung eines Sarges die eigene Vergänglichkeit beispielhaft in das Ritual eingebunden. Im verschlossenen Sarg liegend, erfährt der Anwärter seine sogenannte Wandlung zum Meister. Ausschlaggebend ist hierbei die Legende vom Baumeister König Salomons, des Baumeister Hiram Abif. Dieser wurde umgebracht und seine Mörder, drei Gesellen (Jubela, Jubelo und Jubelum), später ergriffen. Dabei sind im Vor- und Nachgang eine große Menge exakt ausgeführter Schritte und Handgriffe auszuführen, ebenso wie vorgegebene Ritualsätze zu sprechen. All dieses dient auch zur Mahnung seiner Pflichten als Meister der Freimaurer. Der Führende durch diese Zeremonie ist der Logenmeister.

### Aufnahme

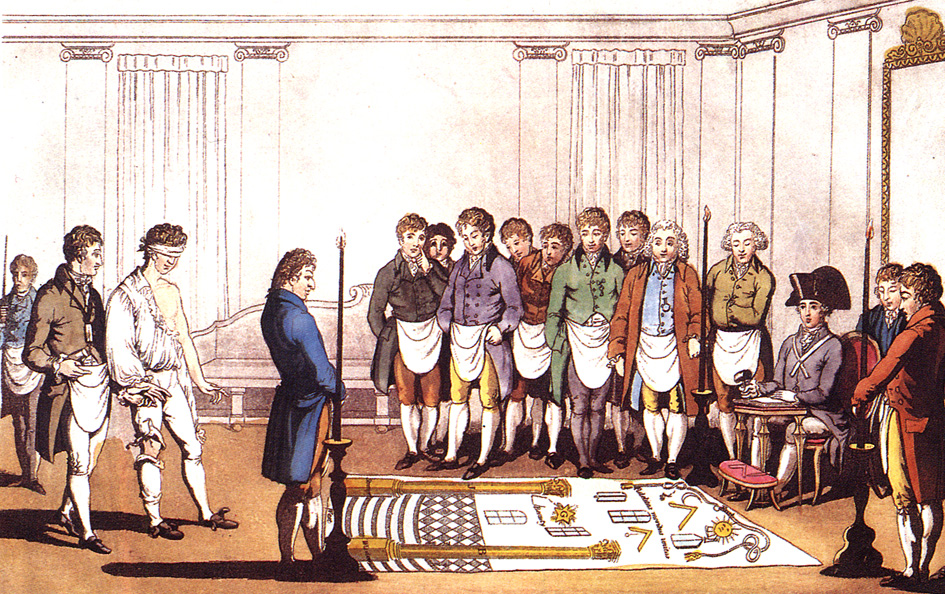
Initiation eines „Suchenden“. Kupferstich, 1745 in Frankreich

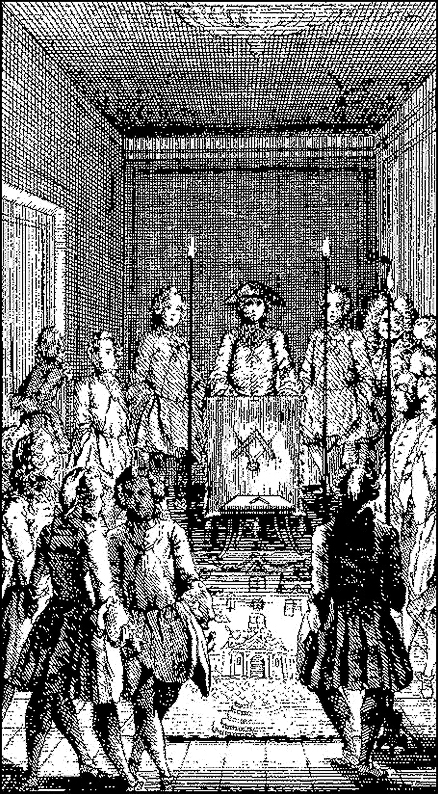
Gesellen-Beförderung. Kupferstich, im frühen 18. Jahrhundert

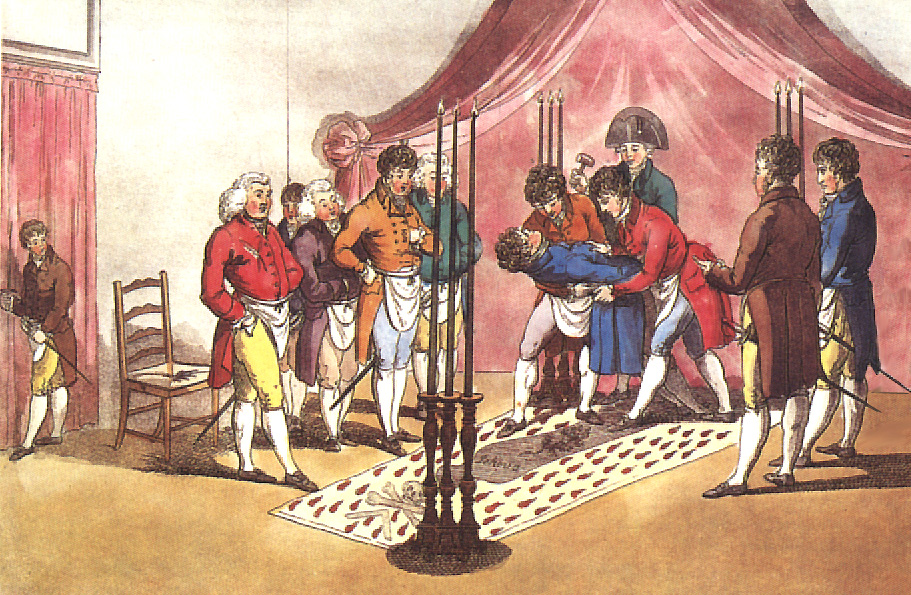
Meister-Erhebung eines Gesellen. Stich, Ende 18. Jahrhundert

#### Aufnahme in eine Johannisloge
Die Aufnahmekriterien unterscheiden sich unwesentlich von Lehrart zu Lehrart, ein positiver Leumund ist Voraussetzung. Darüber hinaus sollte ein Kandidat die Volljährigkeit erreicht haben. Die Altersgrenze ist nicht bindend, sondern kann von jeder Loge modifiziert werden. Damit hat im Prinzip jeder Interessierte die Möglichkeit, eine Loge zu kontaktieren und um Aufnahme zu ersuchen.
Viele „Suchende“ (so die freimaurerische Bezeichnung für Aufnahmekandidaten) gelangen über Empfehlung der Brüder in eine Freimaurerloge, andere lernen auf Gästeabenden oder öffentlichen Veranstaltungen eine Loge und ihre Mitglieder kennen. Aktive Mitgliederwerbung wird abgelehnt, da ein Beitrittsgesuch aus eigener Motivation heraus erfolgen soll.
Wie Lessing in den Freimaurergesprächen Ernst und Falk schreibt, reiche es nicht aus, „in einer gesetzlichen Loge aufgenommen worden“ zu sein, um Freimaurer genannt zu werden, sondern es bedürfe der Einsicht und der Erkenntnis, „was und warum die Freimaurerei ist“. Die Wirkung der Freimaurerei erfolge durch die tägliche Umsetzung ihrer Prinzipien in Alltag und Beruf durch gute „Taten, welche gute Taten entbehrlich machen sollen“.
Ein Suchender soll sich mit den Werten der Freimaurerei identifizieren und ein Interesse daran haben, an sich selbst zu arbeiten und sich aktiv zu beteiligen. Um dem Suchenden die Möglichkeit zu bieten, dies herauszufinden, werden mindestens für ein halbes Jahr Besuche von Gästeabenden erwartet, die in regelmäßigen Abständen stattfinden. Auch soll es sich um einen sogenannten „freien Mensch[en] von gutem Ruf“ handeln, da etwas Gegenteiliges darauf hindeutet, dass die Werte und Ideale der Person nicht denen der Freimaurerei entsprechen. Bei Kindern von Freimaurern, intern als „Lufton“ bezeichnet, kann bei einigen Großlogen und deren Logen die Aufnahmevorbereitungszeit abgekürzt werden, wenn der Freimaurer für sein Kind bürgt. Während der Zeit seiner Besuche macht sich der Suchende mit den Logenmitgliedern vertraut und sucht einen (in manchen Logen zwei) Bürgen, der ihn durch seine Jahre als Lehrling oder Geselle begleitet.
Der Aufnahmewillige wird im Allgemeinen von einem Aufnahmeausschuss zu seinem Wunsch, Freimaurer zu werden, befragt. Wenn sich der Bürge fand und der Ausschuss eine positive Empfehlung ausgesprochen hat, folgt die sogenannte Kugelung (Ballotage). Die Brüder stimmen geheim über die Aufnahme mittels weißer und schwarzer Kugeln ab. Werden eine oder zwei schwarze Kugeln geworfen, sollen diejenigen, die mit ihren schwarzen Kugeln dagegen stimmten, sich zu erkennen geben und ihre Entscheidung begründen. Wenn sie keinen geeigneten Grund gegen die Aufnahme des Suchenden nennen können, wird die schwarze Kugel als eine weiße Kugel angesehen. Kommen drei oder mehr schwarze Kugeln in geheimer Abstimmung zusammen, gilt der Suchende als zurückgestellt oder abgewiesen. Das eigentliche Aufnahmeritual findet während einer Tempelarbeit statt.
Mitgliedsbeiträge und Kosten für typische freimaurerische Bekleidung (Schurz, Handschuhe, Bijou und gegebenenfalls Hoher Hut) werden fällig. Ebenso ist ein Kostenbeitrag für die Beförderung und Erhebung in den Gesellen- und Meistergrad zu entrichten. Aufnahmewilligen mit schwachem finanziellem Hintergrund (Studenten, Schülern, Arbeitssuchenden etc.) werden meist Kosten erlassen oder gestundet. Die Zustimmung des Lebensgefährten und der Familie sind notwendig. Die Freimaurerei möchte keinen Unfrieden in Familien bringen und auch die freimaurerische Tätigkeit kann so nicht voll entfaltet werden.
Austritte sind üblich und werden als ehrenvolle Deckung bezeichnet. Wechsel zu Logen einer anderen Lehrart oder Großloge sind nicht ungewöhnlich.

#### Aufnahme in eine Hochgrad-Loge
Für die Arbeit in den weiterführenden Graden, also über den Meistergrad hinaus, existieren keine festgelegten Aufnahmekriterien. Ein in der Johannismaurerei arbeitender Meister kann sich jedoch nicht in allen Hochgrad-Logen selbst bewerben, sondern man wird von diesen gefragt, ob Interesse besteht. Hochgrad-Logen entscheiden intern, wen sie zum Beitritt zulassen bzw. einladen und geben weder über Beweggründe noch über Entscheidungen Auskunft.

## Aufbauorganisation

### Logen
Alle Freimaurer verstehen sich unabhängig von ihrem Grad oder ihren Aufgaben als gleichberechtigte Brüder und treffen Entscheidungen ihrer Loge demokratisch.
Freimaurerlogen organisieren sich wie bürgerliche Vereine; ihnen stehen ein Vorsitzender (Meister vom Stuhl) und dessen Stellvertreter (Erster und Zweiter Aufseher) vor.
Wie bei eingetragenen Vereinen in Deutschland üblich, werden darüber hinaus ein Schatzmeister und Schriftführer (Sekretär) gewählt. Gemeinsam bilden diese „Beamten“ den Vorstand der Loge (Beamtenrat). Darüber hinaus werden weitere Mitglieder mit besonderen Aufgaben betraut: der Redner (eine Besonderheit kontinentaler Logen), die Schaffner (zuständig für das Haus und die Verpflegung), der Gabenpfleger, Musikmeister, Archivar, Zeremonienmeister. Dazu kommen Ausschüsse (zum Beispiel Aufnahmeausschuss, Ehrengericht).
Während der rituellen Arbeiten haben einige der Beamten besondere Aufgaben; so wird die Arbeit vom Meister vom Stuhl geleitet, während die Aufseher jeweils einem Teil der Brüder (eingeteilt in zwei Kolonnen) vorstehen.

### Großlogen

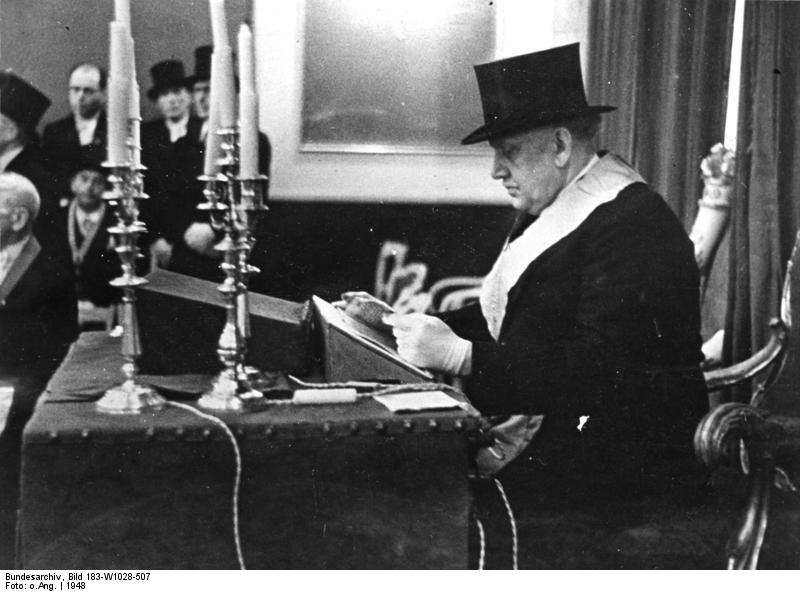
Ein „Meister vom Stuhl“ während einer freimaurerischen Tempelarbeit. Der Großlogentag „Zur Sonne“ fand im Mai 1948, als erster in Deutschland nach dem Verbot durch die Nazis, im Gebäude der Freimaurerloge „Libanon zu den 3 Zedern“ in Erlangen statt. Die USA, Frankreich und die Tschechoslowakei entsandten Vertreter.

Die Freimaurerei gliedert sich in einzelne unabhängige, sogenannte Logen, die sich in Dachverbänden als Großloge, auch „Großorient“ genannt, zusammenschließen und damit gegenseitig anerkennen. Diese Dachverbände benötigen wiederum eine Anerkennung durch ältere Dachverbände, um als Großlogen der Freimaurerei anerkannt zu werden.
Mit der Gründung der United Grand Lodge of England (Vereinigte Großloge von England, UGLoE) 1717 entstand die erste freimaurerische Großloge. 1773 entstand der zweite Dachverband, der Grand Orient de France (Großorient von Frankreich, GOdF). Diese beiden Dachverbände bestimmen maßgeblich die Organisation der heutigen Freimaurerei. Der Großorient von Frankreich vertritt die liberalen Logen, während die Basic Principles der „regulären Freimaurerei“ durch die Vereinigte Großloge von England vertreten werden. Seit dem 10. März 1999 untersagt die Vereinigte Großloge von England in einer öffentlichen Erklärung offiziell den Besuch von rituellen Versammlungen liberaler Logen.
In den USA gibt es rund 1,8 Millionen reguläre Freimaurer. Eine ähnlich starke Verbreitung gibt es nur noch in Großbritannien, Frankreich und Skandinavien. In Deutschland gibt es zurzeit ca. 15.300 Mitglieder. In vielen Staaten sind die Logen mit der Öffentlichkeitsarbeit zurückhaltend, so dass es oft keine zuverlässigen Angaben über die Zahl der Mitglieder gibt.

## Politik
In allen Lehrarten sind Streitgespräche über Parteipolitik oder Religion (besonders konfessionelle) verboten. Dieses Verbot wurde erstmals in den Alten Pflichten schriftlich manifestiert. Die Alten Pflichten wurden im Auftrag der Ersten Großloge von England von Prediger James Anderson verfasst, 1723 veröffentlicht und gelten bis heute als freimaurerisches Grundgesetz für alle Freimaurerlogen. Darin heißt es:

„Auch sollt ihr nichts tun oder sagen, das verletzen oder eine ungezwungene und freie Unterhaltung unmöglich machen könnte. Denn das würde sich nachteilig auf unsere Eintracht auswirken und den guten Zweck vereiteln, den wir verfolgen. Deswegen dürfen keine persönlichen Sticheleien und Auseinandersetzungen und erst recht keine Streitgespräche über Religion, Nation oder Politik in die Loge getragen werden.“

Als ethisch-philosophische Gesellschaft engagiert sich die Freimaurerei „entschieden für Legalität und gegen Illegalität“ und „macht es demgemäß ihren Mitgliedern zur unbedingten Pflicht, die Landesgesetze zu beachten.“ Die Freimaurerei verbietet Tagespolitik in den Logen, um nicht „das harmonische Nebeneinander der verschiedenen weltanschaulichen und religiösen Überzeugungen“ und das „einträchtige Zusammenwirken ihrer Mitglieder für die Idee der Humanität“ zu stören. „Der Toleranzidee der Freimaurerei widerspricht es, ihren Mitglieder eine bestimmte politische Auffassung vorzuschreiben oder zu verbieten“.
Im Grand Orient de France sind die Freimaurer und die dortigen Logen im kulturpolitischen Alltag wesentlich präsenter.
1748 sprach sich der Freimaurer Montesquieu persönlich für den Grundsatz einer demokratischen Gewaltenteilung der drei „politischen Gewalten“: Gesetzgebung, ausführende Gewalt und Rechtsprechung aus.
Am 24. Mai 1773 entstand in Frankreich die Grande Loge Nationale, der heutige Grand Orient de France (GOdF) und 1775 fand man in einem Rundschreiben die Worte „Das Gesetz ist der Ausdruck des Willens der Allgemeinheit!“, die sich ebenso wie die Idee der Gewaltenteilung Montesquieus am 26. August 1789 in der Erklärung der Menschen- und Bürgerrechte wiederfanden. Mit Stolz sprach man von den „Bürgern der Freimaurer-Demokratie“.
Im Jahr nach der Unabhängigkeitserklärung der Vereinigten Staaten am 4. Juli 1776 ging der Marquis de La Fayette nach Amerika, um dort freiwillig für die amerikanische Unabhängigkeit und seine Ideale der Gleichheit, Freiheit und Gerechtigkeit zu kämpfen. Er setzte sich für die Bürgerrechte der Protestanten und die Abschaffung der Sklaverei ein. Als überzeugter Demokrat und Verfechter des Freiheitsgedankens machte er sich für die Demokratie und die Menschenrechte stark, die Thomas Jefferson 1776 in Virginia erarbeitet hatte. In dieser Zeit wurde er in Gegenwart von George Washington in eine militärische Freimaurerloge in Morristown aufgenommen.
Als er nach Frankreich zurückkehrte, bereitete ihm das Volk einen triumphalen Empfang, und Ludwig XVI. nahm ihn in die Notabelnversammlung auf. In Frankreich wurde er Mitglied der Loge Contrat Social.
Nach George Washington traten in den Vereinigten Staaten von Amerika viele weitere Präsidenten wie James Monroe, Theodore Roosevelt oder Harry S. Truman öffentlich für die Prinzipien der Freimaurerei ein.
Freimaurer setzen sich für Völkerverständigung ein. So kritisierte am Ende des 19. Jahrhunderts der Leipziger Verleger der Freimaurer-Zeitung, Carl Pilz, den geschürten „Nationalhaß“ der europäischen Völker untereinander. Der Traum von einer „Weltverbrüderung“ werde „so lange unerreicht bleiben, so lange Nationalhass die Völker entzweit.“
1955 wurde Ludwig van Beethovens Vertonung von Friedrich Schillers Gedicht An die Freude von dem Freimaurer Richard Coudenhove-Kalergi als Europäische Hymne vorgeschlagen. Der Text beschreibt das freimaurerische Ideal einer Gesellschaft gleichberechtigter Menschen, die durch das Band der Freundschaft verbunden sind. Das Gedicht entstand als Auftragsarbeit für die Tafel der Freimaurerloge Zu den drei Schwertern und Asträa zur grünenden Raute in Dresden.
Ebenfalls ein in einem hohen politischen Amt tätiger Freimaurer war der deutsche Bundesminister und FDP-Politiker Thomas Dehler (1897–1967). Auch der frühere hessische Ministerpräsident Holger Börner (1931–2006) bekannte sich öffentlich zur Freimaurerei. In der Schweiz war der erste Bundespräsident und langjährige Bundesrat, Jonas Furrer, ebenfalls Freimaurer.
Bekannte österreichische Freimaurer und Politiker des späten 20. Jahrhunderts waren der ehemalige Bundespräsident Rudolf Kirchschläger, der ehemalige Bundeskanzler Fred Sinowatz, der ehemalige Vizekanzler und Finanzminister Hannes Androsch und der frühere Wiener Bürgermeister Helmut Zilk oder Hans Peter Haselsteiner, Klubobmann-Stellvertreter des Parlamentsklubs Liberales Forum.

## Verhältnis zur Religion
Das Verhältnis zwischen Freimaurerei und Religion ist häufig angespannt, aber differenziert: In der französischen, laizistisch geprägten Tradition wurzelnde Logen vermeiden religiöse Festlegungen und verstehen sich als rein weltlicher, ethischer Bund. Gruppierungen, die ihre Weltanschauung von der englischen Freimaurerei herleiten (dazu rechnen sich auch die Mehrzahl der in Deutschland aktiven Logen), setzen grundsätzlich eine göttliche Ordnung voraus, fordern aber in ihren Alten Pflichten, das Thema Religion nicht zum Gegenstand von Streitgesprächen in der Loge zu machen. Ein explizites religiöses Bekenntnis des einzelnen Mitglieds ist ebenfalls nicht gefordert. Die römisch-katholische Kirche sieht die Zugehörigkeit zur Freimaurerei als unvereinbar mit ihren Grundsätzen an. Die Islamische Weltliga erklärte 1974 in Mekka die „Freimaurerei als unvereinbar mit dem Islam“. Sie fordert alle Muslime, die einer Loge angehören, zum Austritt auf.
Freimaurerei versteht sich nicht als Religion. Sie vereint Menschen unterschiedlicher Glaubensgemeinschaften. In den Alten Pflichten von 1723 heißt es im ersten Abschnitt unter dem Titel Von Gott und der Religion: „Ein Freimaurer ist verpflichtet, dem Sittengesetz zu gehorchen und falls er die Kunst recht versteht, wird er weder ein stupider Atheist noch ein irreligiöser Libertin sein.“ Obgleich „in alten Zeiten“ die Freimaurer verpflichtet waren, der „jeweiligen Religion des Landes“ anzugehören, so hält man es seitdem „für ratsam, sie bloß zu der Religion zu verpflichten, in welcher alle Menschen übereinstimmen“. Der Grund für diese Änderung wurde zur damaligen Zeit mit der Zielsetzung begründet, dass die Freimaurerei „hierdurch ein Mittelpunkt der Vereinigung [werde] und ein Mittel, treue Freundschaft unter Personen zu stiften, welche sonst in ständiger Entfernung voneinander hätten bleiben müssen“.
Die Freimaurerei bedient sich in den Ritualen des Begriffs des Allmächtigen Baumeisters aller Welten. Dieses Konstrukt ist ein Symbol, das dem persönlichen Glauben eines jeden Bruders vorbehalten bleibt. Diese Formel ist in den ältesten Ritualbüchern unbekannt und trat erst im Dumfries Kilwinning MS. Nr. 4 auf.
Die Liberale Freimaurerei setzt aus Gründen der absoluten Gewissensfreiheit ausdrücklich keinen Glauben an ein Höchstes Wesen voraus. Dieses neue Konzept entstand auf dem Konvent des Grand Orient de France des Jahres 1877, bei dem auf Antrag des calvinistischen Pastors Frédéric Desmons das Symbol des Allmächtigen Baumeisters aller Welten in den Ritualen des Großorients abgeschafft wurde. Desmons argumentierte, dass die Freimaurerei wissenschaftlich und rational sei und daher keiner religiösen Bezüge bedürfe. In dieser Konsequenz ersetzte der GOdF die Heilige Schrift als das „Buch des heiligen Gesetzes“ durch ein symbolisches „weißes Buch“. Dies ging der Vereinigten Großloge von England zu weit und widersprach ihrer Vorstellung von Freimaurerei: Es kam zu einem Abbruch des Kontakts, 1913 beendete man die Beziehungen zum GOdF und bezeichnete ihn nicht länger als regulär.
Daher erließ am 4. September 1929 die Vereinigte Großloge von England die Basic Principles of Grand Lodge Recognition, in der sie festlegte, wann sie andere Großlogen als regulär anerkenne. Darin legte man fest, dass für eine Aufnahme nur der theistische Glaube an den Allmächtigen Baumeister aller Welten und seinen geoffenbarten Willen Voraussetzung sei, um sich vom Atheismus abzugrenzen. Im Januar 1989 kam sie davon wieder ab und die Voraussetzung einer theistischen Gottesauffassung wurde von einer deistischen Gottesauffassung abgelöst. Freimaurer innerhalb der Zuständigkeit der Vereinigten Großloge von England müssen seitdem an ein Supreme Being, ein Höchstes Wesen glauben.
In Deutschland kennt die Freimaurerei als Organisation – unter Ausnahme christlichen Lehrarten des FO und der der 3WK – keine Gottesvorstellung und akzeptiert Agnostizismus.
Logen der Großen Landesloge der Freimaurer von Deutschland verlangen aufgrund ihrer christlichen Ausrichtung ein „Bekenntnis zur Lehre Jesu Christi, wie sie in der Heiligen Schrift enthalten ist“, womit jedoch kein Bekenntnis zu konkreten Dogmen oder Glaubenssätzen verbunden ist.
Der Souveräne GrossOrient von Deutschland hat sich gemäß den Alten Pflichten zum Ziel gesetzt, Freundschaft unter Personen unabhängig von ihrem Glauben zu stiften, die sich dem Sittengesetz verpflichten, und zählt dazu ausdrücklich auch Atheisten. Als Alternative zum „Weißen Buch“ des GOdF kennt der SGOvD auch die Allgemeine Erklärung der Menschenrechte und -pflichten.

### Judentum
Jüdisches Leben wurde in Deutschland bis weit in das 19. Jahrhundert hinein erheblich erschwert. 1841 wurde der jüdische Makler Harry Lipschütz zunächst bei einer Kugelung aus konfessionellen Gründen zur Aufnahme in einer Hamburger Freimaurerloge abgelehnt. Kurz darauf wurde er jedoch nach Entscheid der Großen Loge von Hamburg, da eine Ablehnung aus konfessionellen Gründen satzungsgemäß nicht erlaubt war, akzeptiert.
Das Allgemeine Handbuch der Freimaurerei aus dem Jahr 1900 schreibt: „J. und Mohammedaner sind von vornherein für fähig erklärt worden, zu der Verbindung zu gehören. […] Unbestritten aber ist wohl, dass schon 1723 »J., wie Christen« in einer Londoner Loge waren, die im Wirtshaus »Zur Rose« in Cheapside am 22. Sept. abgehalten wurde, und dass an diesem Tage ein J. Aufnahme fand, dass schon 1725 jüdische Namen in den Mitgliedslisten vorkommen, die sich bald darauf (1730–32) immer mehr zeigen, dass die Aufnahme von J. nie von der Grossloge von London als eine Unregelmässigkeit gerügt worden ist, dass es überhaupt bei ihr eine Judenfrage nie gegeben hat, weil eine Beschränkung der Glaubenszugehörigkeit nie bestanden hat. Ebenso sagt man, der Zweck sei gewesen, die innerhalb der Christenheit herrschenden Gegensätze zu mildern und den Gedanken des Comenius […] auszuführen.“
Dennoch bekamen erst weit in das 19. Jahrhundert hinein Juden nur auf Druck von Frankreich und England ein Besuchsrecht in deutschen Freimaurerlogen. „Erleuchtete Geister, die anders dachten, wie Lessing, bildeten die Ausnahme.“ „Am Ende der achtziger Jahre des 18. Jahrh. trat in Berlin eine sogenannte Toleranzloge zusammen, die den Schutz der Regierung genoss, aber bald wieder einschlief.“ Die „Anfrage der Loge Asträa in Ulm [wurde] bei der Provinzialloge 1810, ob sie J. aufnehmen dürfe, mit Nein beantwortet. In Frankreich aber hatten einzelne würdige Männer des jüdischen Glaubens nicht solche Abweisung erfahren, und als diese im Verein mit einer Anzahl Christen bei dem Grossorient um Genehmigung zur Errichtung einer Loge in Frankfurt am Main einkamen, erhielten sie eine solche bereitwillig 1808 unter dem Namen L’Aurore naissante. Dies ist die erste in Thätigkeit gebliebne sogenannte Judenloge, die manche der anerkanntesten und tüchtigsten Männer zu ihren Mitgliedern zählte und zählt (zum Beispiel Ludwig Börne, Berthold Auerbach, Gabriel Riesser in Hamburg, Jost, Michael Creizenach).“
In geistigen Inhalten und äußerer Organisationsstruktur mit der Freimaurerei vergleichbar, aber ausschließlich jüdischen Mitgliedern vorbehalten, arbeitet seit dem Jahr 1843 bis in die Gegenwart die Organisation B’nai B’rith, der auch Sigmund Freud angehörte.

### Katholische Kirche
Die schnelle Ausbreitung der Freimaurerei nach ihrer Organisation in Großlogen rief von Seiten der katholischen Kirche wie des Staates Kritik und zahlreiche Verbote hervor. Unter dem Einfluss von Skandalen durch den Bund der Carbonari erließ Papst Clemens XII. am 28. April 1738 gegen die Freimaurerei den Bannfluch (Päpstliche Bulle In eminenti apostolatus specula). Papst Benedikt XIV. erließ am 18. Mai 1751 eine zweite Bulle (Providas romanorum), in der er die „Reinheit der katholischen Religion“ gefährdet sah, da in der Freimaurerei Menschen jeder Religion Aufnahme finden.
Im Kirchenstaat Rom wurde 1787 von fünf Franzosen, einem Polen und einem Amerikaner die Loge Amici sinceri des Großorients von Frankreich gegründet, die in der Nähe der Santissima Trinità dei Monti arbeitete. Mitglied war unter anderem der Fürst von Farnese Don Sigismondo Chigi, der Kustode des Konklaves und Marschall der römisch-katholischen Kirche war. Nachdem Alessandro Cagliostro durch die Inquisition zum Tode verurteilt worden war, wurde die Loge 1789 behördlich eingestellt.
Die folgenden Päpste erneuerten das Verbot in diversen Enzykliken; dabei verurteilten vor allem die Päpste Pius IX. (Ecclesiam a Jesu Christo) und Leo XIII. – etwa in der Enzyklika Humanum genus 1884 – das Freimaurertum besonders streng. In Humanum genus wurden die Freimaurer als Zerstörer des Gottesreichs dargestellt; ihnen wurde die offene Absicht unterstellt, den christlichen Völkern ihre Güter zu stehlen und die heilige Kirche zu zerstören. Als Antwort darauf enthüllten 1889 die Freimaurer des Grande Oriente d’Italia ein Denkmal Giordano Brunos des Bildhauers Ettore Ferrari auf dem Campo de’ Fiori in Rom. Dort hielt Giovanni Bovio genau an der Stelle, an der Giordano Bruno auf dem Scheiterhaufen verbrannt worden war, eine Rede – umgeben von über 100 Freimaurerfahnen.
Zu Beginn des 20. Jahrhunderts wurde das kanonische Kirchenrecht (CIC) überarbeitet. Mit Stand 1917 bestimmte es in Kanon 2335, dass ein Katholik durch den Eintritt in eine freimaurerische Vereinigung automatisch (ipso facto, Tatstrafe) exkommuniziert sei.
Das II. Vatikanische Konzil (Vaticanum II), begonnen 1963 unter Papst Johannes XXIII. und beendet unter Papst Paul VI. im Jahr 1965, führte zu einer Aktualisierung kirchlich-dogmatischer Grundsätze, beispielsweise zur Akzeptanz der Religionsfreiheit. Dazu gehörten auch der Dialog mit Nichtchristen sowie die Anerkennung ethischer und religiöser Werte außerhalb der Kirche. Ein Beschluss für einen formalen Dialogbeginn mit der Freimaurerei ist in den Abschlussdokumenten des Konzils nicht enthalten. Am 26. Februar 1968 verschickte Kardinal Franjo Šeper, Präfekt der Glaubenskongregation, an die Vorsitzenden der Bischofskonferenzen einen „Fragenkatalog hinsichtlich der Freimaurerei“. Auf dieser Grundlage führten Franz Kardinal König und der Großmeister der Vereinigten Großloge von Deutschland, Theodor Vogel, sowie der deputierte Großmeister der Großloge von Österreich, Kurt Baresch, ab 1968 Gespräche, die schließlich in den „Dialog von Lichtenau“ mündeten, welcher mit der Lichtenauer Erklärung abschloss. Dieses Dokument ist „eine umfassende Erklärung von freimaurerischer Seite“ zur katholischen Kirche. Die Lichtenauer Erklärung erhielt seither „keinerlei kirchliche Autorisierung“. Es ist allerdings im Rahmen der Offenlegung eines Dialogs mit Kardinal König zum vorliegenden Thema eine Mitteilung von Kardinal Šeper dokumentiert, in welcher er am 19. Juli 1974 ausführt, dass sich die Bestimmung des damals geltenden CIC 2335 sich „nur auf diejenigen Katholiken bezieht, die Vereinigungen beitreten, die wirklich etwas gegen die Kirche ins Werk setzen.“ Das Verbot für Kleriker und religiöse Mitglieder weltlicher Institutionen irgendwelchen freimaurerischen Gesellschaften beizutreten, bleibe jedoch bestehen.
1974 bis 1980 fanden Gespräche einer Arbeitsgruppe der Deutschen Bischofskonferenz und einer Delegation der deutschen Freimaurer (Bereich VGLvD) statt. Diese endeten am 12. Mai 1980 mit einer einseitigen Erklärung der Bischofskonferenz, die feststellt: „Die eingehenden Untersuchungen der freimaurerischen Ritualien und der freimaurerischen Wesensart wie auch ihres heutigen Selbstverständnisses machen deutlich: Die gleichzeitige Zugehörigkeit zur Katholischen Kirche und zur Freimaurerei ist ausgeschlossen.“
Nach Abschluss der Novellierung des CIC Anfang 1983 war der Canon 2335 bzw. ein expliziter Hinweis auf die Freimaurerei nicht mehr im CIC enthalten. Einen Tag bevor der CIC am 27. November 1983 in Kraft trat, veröffentlichte die Glaubenskongregation am 26. November 1983 die vom damaligen Präfekten Joseph Kardinal Ratzinger (2005–2013: Papst Benedikt XVI.) unterzeichnete und von Papst Johannes Paul II. genehmigte Erklärung Declaratio de associationibus massonicis (‚Erklärung zu den freimaurerischen Vereinigungen‘). Die Erklärung enthält im Wesentlichen zwei Verbote:
1. Ein Katholik darf nicht Freimaurer sein. Ohne weitere Begründung wird festgestellt, dass die Mitgliedschaft von Katholiken in einer freimaurerischen Vereinigung eine „schwere Sünde“ bedeutet, was zur Unmöglichkeit der Teilnahme an der Eucharistie führt.
2. Kirchliche Autoritäten, beispielsweise Bischöfe, dürfen öffentlich keine hiervon abweichenden Meinungen äußern.

Von Seiten der Freimaurer wird die Declaratio bedauert; unter katholischen Theologen ist sie umstritten. Unumstritten ist jedoch ihre Eigenschaft als kirchenamtliche Erklärung, als „moralisches Gesetz“ (Reinhold Sebott SJ).
Der im Jahr 2012 von Papst Benedikt XVI. in das Dikasterium für den Interreligiösen Dialog berufene Priester und Diplomat Michael Weninger arbeitete die Thematik in seiner 2019 von der Päpstlichen Universität Gregoriana veröffentlichten Dissertation WEISHEIT.STÄRKE.SCHÖNHEIT. über die Aussöhnung von katholischer Kirche und regulärer Freimaurerei auf und setzt sich auf dieser Grundlage für eine endgültige Aussöhnung von katholischer Kirche und regulärer Freimaurerei ein.
Das Dikasterium für die Glaubenslehre bestätigte am 13. November 2023 die Erklärung Declaratio de associationibus massonicis von 1983 und betonte, die Zugehörigkeit von Katholiken zu einer Freimaurerloge sei „wegen der Unvereinbarkeit zwischen katholischer Lehre und der Freimaurerei“ verboten. Anlass war eine Anfrage des philippinischen Bischofs Julito Cortes, weil auf den Philippinen die Mitgliedschaft in einer Loge eine hohe Bedeutung hat und die Zahl der katholischen Logen-Mitglieder daher stetig steigt.

### Evangelische Kirche
Im Gegensatz zu den Katholiken waren im 19. Jahrhundert im deutschsprachigen Raum, genau wie in Großbritannien und den USA, zahlreiche Vertreter des protestantischen Adels und Bürgertums Mitglieder von Freimaurerlogen, so etwa Johann Caspar Bluntschli, Gebhard Leberecht von Blücher oder auch Johann Wolfgang von Goethe.
Am 13. Oktober 1973 wurde gemeinsam mit Mitgliedern der Vereinigten Großlogen von Deutschland und mit Vertretern der EKD in der Tutzinger Erklärung festgehalten, dass die Möglichkeit einer Mitgliedschaft evangelischer Christen in einer Freimaurerloge dem „freien Ermessen des Einzelnen überlassen“ bleibe.
Die Vertreter der EKD fassen die Ergebnisse der Tutzinger Erklärung folgendermaßen zusammen:
1. Das Freimaurertum versteht sich nicht als Religionsgemeinschaft, die mit den christlichen Konfessionen oder anderen Religionen in Konkurrenz treten will. Andererseits ist für das Freimaurertum die Andersonsche Konstitution von 1723 in Geltung, die in Abschnitt I besagt: „Der Maurer ist als Maurer verpflichtet, dem Sittengesetz zu gehorchen; und wenn er die Kunst recht versteht, wird er weder ein engstirniger Gottesleugner, noch ein bindungsloser Freigeist sein.“
2. Bei der Freimaurerei handelt es sich nach ihrem eigenen Verständnis um einen Bruderbund zur ethischen Vervollkommnung des Menschen. Diesem Ziel dienen auch die freimaurerischen Rituale und Symbole.
3. In ihrem Gottesverständnis und in ihrem ethischen Wollen steht die Freimaurerei in keinem ausschließenden Gegensatz zum Christentum. Sie bezeichnet in den abendländischen Logen die Bibel als das „erste Große Licht“.
4. Weil die Freimaurer unterschiedlichen Religionen und Konfessionen angehören, gibt es keine die Freimaurer insgesamt bindende Interpretation des Gottesglaubens im biblischen Verständnis. Die Aussagen über Gott und Jesus Christus, über die Bedeutung der Bibel und über das Verständnis von Menschen werden daher von den einzelnen Freimaurern unterschiedlich akzentuiert. Das sollten evangelische Christen und Kirchen im Gespräch mit der Freimaurerei berücksichtigen.
5. Es war für die kirchlichen Gesprächspartner nicht möglich, sich über das Ritual in seiner Bedeutung und in seiner Erlebnisqualität eine abschließende Meinung zu bilden. Dabei bewegte sie die Frage, ob das Ritualerlebnis und die Arbeit des Maurers nicht die Rechtfertigung aus Gnaden in ihrer Bedeutung für den evangelischen Christen mindern könnte. Sie haben es den freimaurerischen Gesprächspartnern abgenommen, dass das Ritual nach seiner Intention und seiner Gewichtigkeit weder Ersatz für den Gottesdienst und das Sakrament ist, noch dem evangelischen Glauben entgegensteht.
6. Ein genereller Einwand gegen eine Mitgliedschaft evangelischer Christen in der Freimaurerei kann nach Meinung der evangelischen Gesprächsteilnehmer nicht erhoben werden. Die Entscheidung über die Mitgliedschaft in der Freimaurerei muß dem freien Ermessen des einzelnen überlassen werden.
7. Falls es in einzelnen evangelischen Landeskirchen Ordnungen geben sollte, die diesen Feststellungen entgegenstehen, sollten sie aufgehoben werden.
8. Bei auftretenden Schwierigkeiten sollten evangelische Kirche und Freimaurertum eine Möglichkeit haben, darüber Kontakt aufzunehmen.
9. Die evangelischen Teilnehmer baten die Freimaurer, in geeigneter Weise dazu beizutragen, daß ein höheres Maß von Informationen vermittelt wird, um Vorurteile abzubauen.

## Frauen und Freimaurerei

### Die Rolle der Frauen in der Freimaurerei
Gemäß den Alten Pflichten sind Frauen von der Mitgliedschaft in einer regulären Freimaurerloge ausgeschlossen. Diese Tatsache resultiert aus dem Umstand, dass es zur Zeit der Entstehung der Freimaurerei keine weiblichen Steinmetze in den mittelalterlichen Bauhütten gab. In dem im Jahre 1723 erschienenen Konstitutionsbuch der Großloge von England wurde die Mitgliedschaft von Frauen in Logen untersagt. 1785 erschien im Teutschen Merkur eine Erklärung der deutschen Freimaurerei über die Frauenfrage, darin heißt es wörtlich: Die Herzen der Freimaurer stehen den Frauen offen, aber die Logen sind ihnen verschlossen. Besonders wird hier auf die innere Einkehr verwiesen, die Freimaurerei ihren Mitgliedern bieten soll. Logen sollen ein geschützter Raum sein, in dem sich Männer wie Frauen auf die freimaurerische Arbeit konzentrieren sollen und sich nicht durch Äußerlichkeiten ablenken lassen (siehe auch Monoedukation).
Schon Johann Wolfgang von Goethe stellte in einem Gedicht an seine Loge Amalia die Frage:
Sollen wir, die Frauen
Dankbar solche Brüder preisen.
Die ins Innere zu schauen
Immer uns zur Seite weisen?
Die Freimaurerei betont bei verschiedenen Anlässen und Ritualen, dass diese nicht misogyn ist, so wird bei der Aufnahme jedem Lehrling ein Paar weiße Handschuhe – für die Frau, für die man die „größte Achtung hegt“ – überreicht. Johann Wolfgang von Goethe überreichte sein Paar Frauenhandschuhe an Charlotte von Stein: „Ein geringes Geschenk, dem Ansehen nach, wartet auf Sie“ (…) „Es hat aber das Merkwürdige, daß ich’s nur einem Frauenzimmer ein einziges Mal in meinem Leben schenken kann“.
Bei allen Tafellogen der regulären Großlogen wird auf das Wohl und die Gesundheit der Frauen ein Trinkspruch ausgebracht. Ebenfalls unterhalten viele Logen eine karitative Schwestervereinigung und halten gesellschaftliche Schwesternfeste ab.

### Frauengroßlogen
Es existieren aber einige Beispiele dafür, dass trotz der gesetzlichen Restriktionen von der englischen Großloge Frauen in Logen aufgenommen wurden. Exemplarisch für den deutschsprachigen Raum sei hier das Beispiel von Sophie Albrecht aufgeführt.
Bereits in der Mitte des 18. Jahrhunderts gründeten sich Adoptionslogen, in denen Männer und Frauen freimaurerische Rituale vollzogen. Diese Adoptionslogen waren aber keine selbstständigen und offiziellen Logen, sondern waren den regulären Männerlogen angegliedert. Besonders in Frankreich fand diese Form der Vereinigung eine weite Verbreitung.

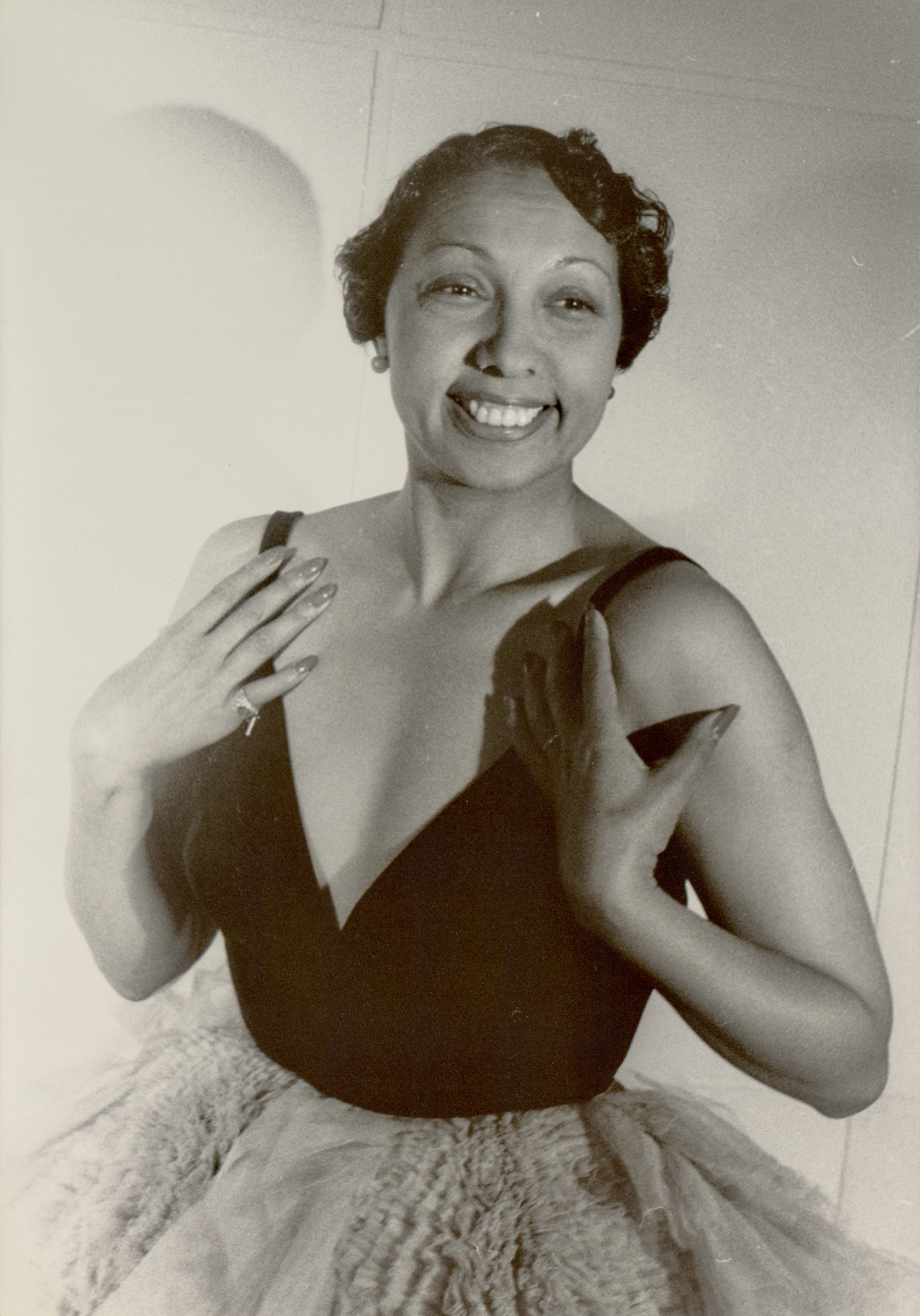
Josephine Baker, Mitglied der femininen Freimaurerei (Loge: Nouvelle Jérusalem)

Als eine der ältesten dieser Adoptionslogen bezeichnet der Historiker Marcy die Loge „La Félicité“ in Dieppe. Diese war von 1766 bis 1773 tätig. Ab 1789 wurden die Adoptionslogen vor allem von Damen des Hochadels besucht. Diese Adoptionslogen widmeten sich vornehmlich karitativen Zwecken. Nach der Französischen Revolution wurde die Adoptionsmaurerei durch Kaiserin Josephine wiedererrichtet.
Zu Beginn des 20. Jahrhunderts versuchte die Grande Loge de France die Adoptionsmaurerei wiederzubeleben, und zwischen 1901 und 1935 wurden etwa zehn Werkstätten gegründet. 1935 entschloss sich dieselbe Loge, den Frauenlogen die Unabhängigkeit zu gewähren. Im Jahr 1945 nahm die Union maçonnique feminine ihre Tätigkeit auf; heute heißt sie Grande Loge Feminine de France, sie wurde 1952 in Frankreich gegründet. Zu ihr gehören rund 30 Logen in Europa, Afrika und Nord- und Südamerika. Ihre Entstehung bedeutete das offizielle Ende der Adoptionslogen. Nach der Gründung der Grand Loge Feminine de France haben sich auch unabhängige Obödienzen der Frauenfreimaurerei in Belgien, Deutschland (Zur Humanität bzw. Frauen-Großloge von Deutschland), Italien und der Schweiz etabliert. Sie alle kooperieren in einer 1982 gegründeten Dachorganisation Centre de Liaison International de la MAçonnerie Féminine (CLIMAF) mit rund 12.000 Mitgliedern.
Die Schweizerische Grossloge Alpina (SGLA) verabschiedete am 6. Juni 2009 die folgende Erklärung betreffend Frauen-Freimaurerei in der Schweiz:
1. In der Schweiz existieren seit geraumer Zeit und parallel zur SGLA andere freimaurerische Organisationen, die im engsten Sinne unserer Verfassung nicht regulär arbeiten.
2. Soweit wir dies beurteilen können, praktizieren Frauenlogen eine qualitativ gute Freimaurerei, welche, mit Ausnahme dass sie Frauen aufnehmen, sonst im Sinne der SGLA nahezu regulär wäre.
3. Die Existenz dieser Organisationen wird von der SGLA dokumentiert, so zum Beispiel im Jahr 1999 publizierten «Handbuch des Freimaurers», als auch durch Beiträge über die Frauen-Freimaurerei auf der SGLA-Homepage.
4. An verschiedenen Orten in der Schweiz hat sich auf Logenebene eine Zusammenarbeit in den Bereichen Wohltätigkeit, Konferenzen, öffentliche Anlässe und gemeinsame Nutzung der Infrastrukturen etabliert.

So beschliesst die Schweizerische Grossloge Alpina folgendes:
- Sie anerkennt die Existenz der Frauen-Freimaurerei in der Schweiz, mit welcher sie jedoch keine formellen Beziehungen unterhält und mit welcher jegliches Besuchsrecht sowie der Austausch von Freundschaftsbürgen ausgeschlossen sind.
- Sie unterstützt informelle und regelmässige Kontakte auf der Ebene der Schweizer Direktorien der SGLA und der Schweizerischen Frauen-Grossloge und ist überzeugt, dass dies positive Auswirkungen für die Freimaurerei in der Schweiz haben wird.
- Sie ist offen gegenüber nicht-rituellen Kontakten zwischen den SGLA- und Frauenlogen um aktiv in sozialen, humanitären, kulturellen und anderen sinnvollen Bereichen zusammenzuarbeiten.

## Mitglieder

### Anzahl
Die Zahl der Freimaurer weltweit, soweit veröffentlicht, divergiert je nach Quelle stark. So nennt der SWR für das Jahr 2012 weltweit etwa fünf Millionen Mitglieder der Freimaurerei in allen ihren Ausprägungsformen, davon drei Millionen in den USA. Für Deutschland liegen die Angaben zwischen 14.000 (2012) und 15.500 Mitglieder (2015). Die Zeitschrift der deutschen Forschungsloge Quatuor Coronati geht von weltweit lediglich 2,6 Millionen Freimaurern aus. Der Religionswissenschaftler Georg Hehn nennt die Zahl sieben Millionen, von denen vier Millionen in den Vereinigten Staaten leben.

### Bekannte Mitglieder
Zahlreiche bekannte Persönlichkeiten der Zeitgeschichte waren Freimaurer. Bis zu 21 der 57 Unterzeichner der Unabhängigkeitserklärung der Vereinigten Staaten waren Freimaurer, welche entsprechend auch die US-Verfassung und staatliche Symbole (zum Beispiel die Dollarnote) beeinflussten. 15 der bisherigen US-Präsidenten waren Freimaurer, darunter auch George Washington. Auch zahlreiche europäische Monarchen waren Logenmitglieder, bekannte Beispiele sind Friedrich der Große von Preußen und Georg VI. von Großbritannien, ebenso zahlreiche weitere Staatsmänner sowie wichtige Denker der europäischen Aufklärung wie Johann Wolfgang von Goethe und Voltaire. Außerdem waren zahlreiche bekannte Unternehmer (darunter Johann Jakob Astor, Henry Ford und Walter Percy Chrysler), Musiker (etwa Johann Christian Bach, Joseph Haydn und Wolfgang Amadeus Mozart), Schauspieler und Entertainer (wie Clark Gable, Oliver Hardy und John Wayne) sowie Entdecker und Wissenschaftler (unter anderem James Watt, Erasmus Darwin, Alexander Fleming und Enrico Fermi) Freimaurer.

## Geschichte

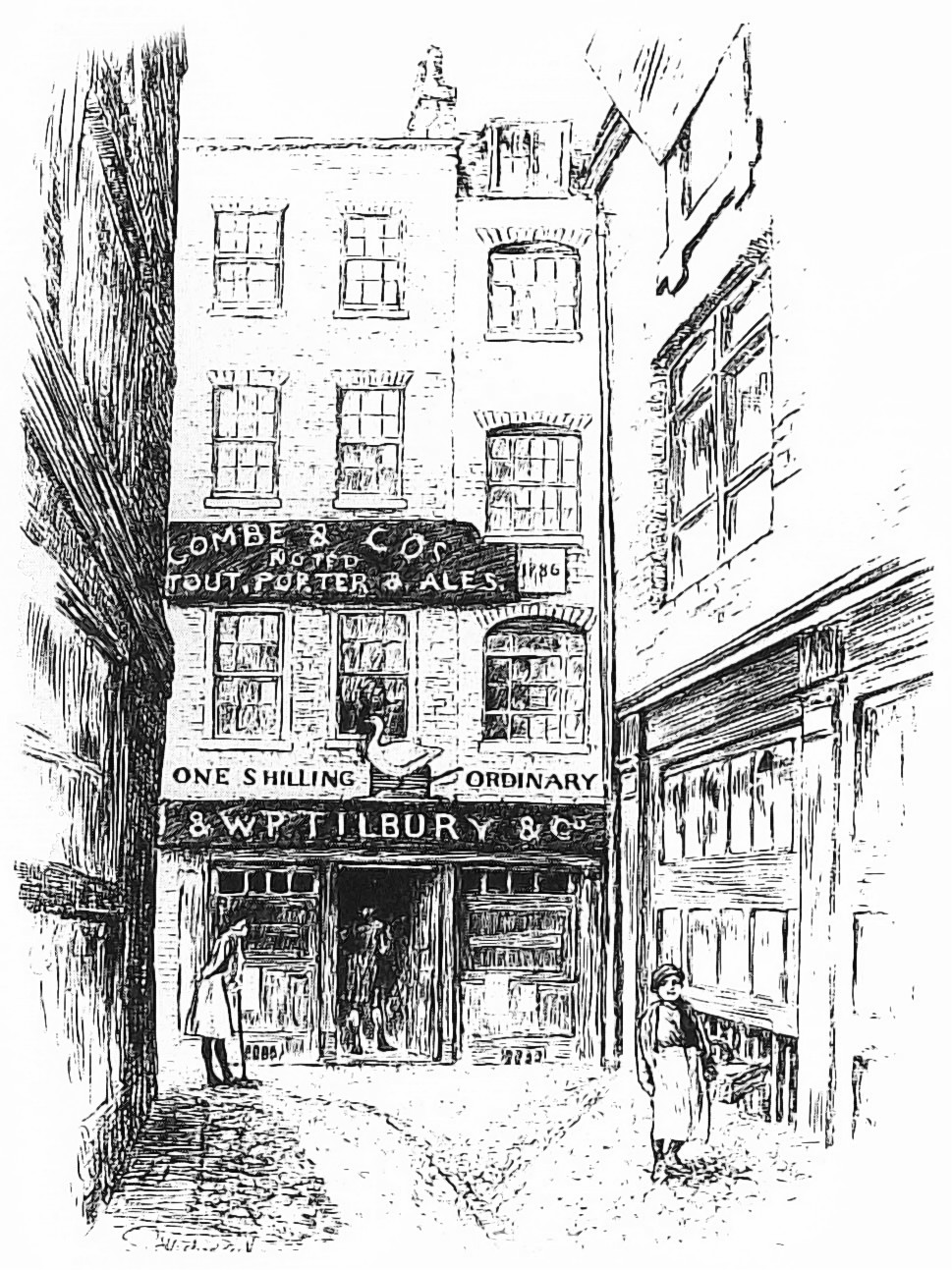
Gaststätte „Goose and Gridiron“ – Gründungsort der Ersten Großloge der Freimaurerei in London

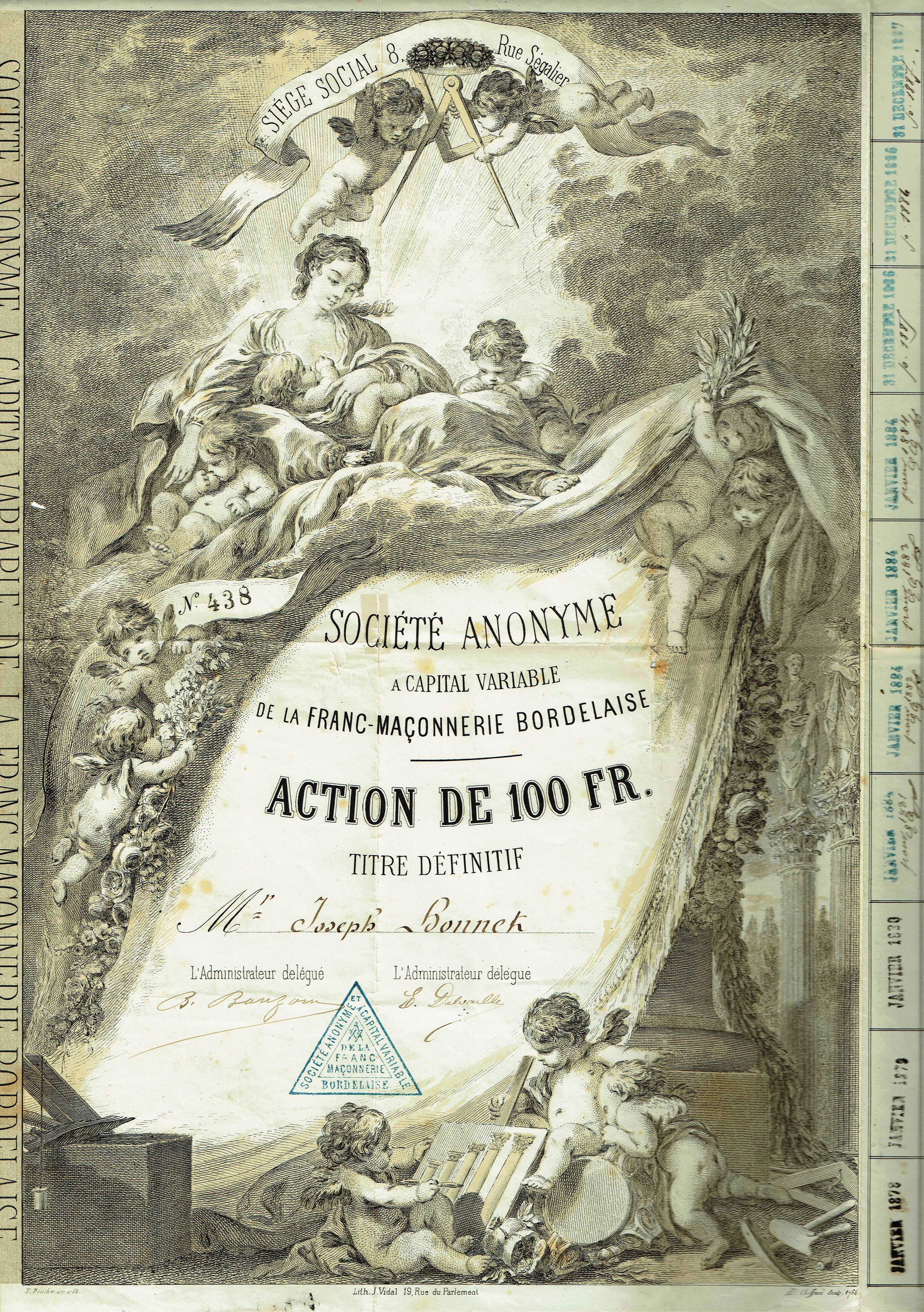
Die S. A. de la Franc-Maconnerie Bordelaise wurde von Freimaurerlogen in Bordeaux gegründet, um den Kauf eines Hauses für ihre Zusammenkünfte zu finanzieren; die Aktie wurde nach einer Vorlage von François Boucher gestaltet.

Der Begriff Loge wird bereits im Jahre 1278 in einer Urkunde über den Bau der Vale Royal Abbey erwähnt. 1537 nennt die Gilde in London ihre Mitglieder Freemasons. Am 24. Juni 1717 schlossen sich vier Logen zur ersten Freimaurergroßloge, der ersten Großloge von England, zusammen. Dieser Tag gilt als das offizielle Gründungsdatum der „modernen“ Freimaurerei. Seitdem feiern weltweit alle Freimaurer den 24. Juni (Johannistag, vergleiche Johannismaurerei) als höchsten Feiertag.
In der Anfangszeit der Freimaurerei versammelten sich die Mitglieder traditionell in Gasthäusern. Die erste Großloge wurde 1717 in dem englischen Gasthaus „Goose and Gridiron“ gegründet. Die Mitglieder mieteten in Gasthäusern die hinteren Räumlichkeiten für Tempelarbeiten an, um ungestört ihre Zeremonien abhalten zu können. Einige Logen knüpfen auch noch heute an dieser Tradition an. Die Hamburger Freimaurer-Loge „Absalom zu den drei Nesseln“ ist die älteste deutsche Freimaurer-Loge. Sie wurde am 6. Dezember 1737 in der „Taverne d’Angleterre“ des Weinwirts Jens Arbien in der Großen Bäckerstraße gegründet. Später fungierte das Hotel Kaisershof in Hamburg als Versammlungsort.
Fürsten und Könige gründeten sogenannte Hoflogen, die an den Höfen der jeweiligen Regenten tagten. Der spätere preußische König Friedrich der Große hatte bereits als Kronprinz 1739 in seinem Schloss Rheinsberg die Loge La loge première/La loge du Roi notre grand maître gründet. Nach seiner Thronbesteigung führte er als Logenmeister die Loge weiter und hielt am 20. Juni 1740 die erste Arbeit ab.
Im 18. Jahrhundert war zur Wahrung des freimaurerischen Geheimnisses das Freimaurer-Alphabet verbreitet. Während die Freimaurerei in Teilen Kontinentaleuropas nach der Französischen Revolution und speziell nach dem Ende der Hegemonie Napoleon Bonapartes in gravierenden Gegensatz zu den herrschenden politischen und religiösen Gruppierungen der Restaurationszeit geriet, gelang es ihr in Großbritannien, die Gefahr eines parlamentarischen Verbots aller Schwurvereinigungen durch einen Unlawful Societies Act 1799 mithilfe einer Intervention bei Premierminister William Pitt abzuwenden. Die Großmeister beider englischen Großlogen verwiesen darauf, dass es sich bei den Mitgliedern der Logen um gesetzestreue und Wohltätigkeit übende Bürger handle. Sie verpflichteten sich aber auch zur jährlichen Abgabe von örtlichen Mitgliederlisten (eine Praxis, die bis 1967 fortgeführt wurde).
Ende des 18. Jahrhunderts begannen einige Freimaurerlogen Häuser für ihre Versammlungen zu bauen oder anzukaufen um diese in Logenhäuser umzuwandeln. Dies hatte den Vorteil, dass die Ausstattung für Tempelarbeiten nicht mehr auf- und abgebaut werden musste und Tempelarbeiten zu regelmäßigen Terminen abgehalten werden konnten. Besonders architektonische Prunkstücke in Europa waren der Palazzo Giustiniani in Rom und das Ordenshaus des dänischen Freimaurerordens im Kopenhagener Stadtteil Østerbro. In großen Städten schlossen sich oft mehrere Logen zusammen und arbeiteten in einem großen Tempel oder Logenhaus, wie die Freemasons’ Hall in London.
Eine besondere Entwicklung nahm der Bau von Logenhäusern in Amerika. Hier sind infolge der großen Zahl der Mitglieder und des Raumbedürfnisses der zahllosen Seitenzweige Wolkenkratzer entstanden, wie der Masonic Temple in Chicago, deren Räume zum Teil auch an verschiedene Mietparteien abgegeben wurden. Aus dem amerikanischen Stil fallen die großen Moscheen der Shriners durch ihre orientalische Farbenpracht und die mit Kuppeln und Minaretten überbauten Fassaden besonders auf.
Eine Ausnahme bilden die Feld- und Militärlogen, die zum Teil kein eigenes Logenhaus besitzen und ihre Tempelarbeiten in Zelten, unter freiem Himmel oder als Gäste in anderen Logenhäusern abhalten.

## Freimaurerei nach Ländern

### Deutschland
Die erste Freimaurerloge in Deutschland wurde am 6. Dezember 1737 gegründet. Die Loge hatte zu diesem Zeitpunkt noch keine Bezeichnung und gab sich 1743 den Namen Absalom. Sie arbeitete noch in zwei Graden: Lehrling und Meister nach der sogenannten Prichardschen Verräterschrift. Am 23. Oktober 1740 erschien sie im Register der Logen der Londoner Großloge unter der Bezeichnung Bunch of Grapes, Becker Street Hamburg.
Eine Delegation dieser Loge, geleitet durch Baron von Oberg, nahm in Braunschweig, in der Nacht vom 14. zum 15. August 1738, den Kronprinzen von Preußen, späteren König Friedrich den Großen im alten Kornschen Gasthaus zum Freimaurer auf. Von Oberg wurde danach Kammerherr des Kronprinzen und leitete die Freimaurerloge Friedrichs auf Schloss Rheinsberg. Ab 1739 übernahm Kronprinz Friedrich selbst die Aufgabe des Meisters vom Stuhl. Nach seiner Thronbesteigung 1740 hielt er die Tempelarbeiten in Schloss Charlottenburg ab.
Im 18. Jahrhundert trugen die Freimaurerlogen zur Herausbildung einer neuen Form von Öffentlichkeit bei. Wie die Salons, Clubs und Lesegesellschaften, die ähnlich wirkten, agierten sie zwar im privaten Bereich. Ihr privater Charakter und ihre Arkanpraxis ermöglichten es aber erst, dass in ihnen sich Männer unterschiedlicher Konfession und unterschiedlichen Standes als Gleiche begegneten, unabhängig und zum Teil in Opposition zu den Formen der Öffentlichkeit, die sich im absolutistischen Ständestaat etabliert hatten, nämlich dem Fürstenhof und der Kirche. Zwar waren die Logen und die Aufklärungsgesellschaften nur nach oben durchlässig, Mitgliedern unterer Schichten blieb der Zugang verwehrt. Gleichwohl war es dieser neuen Form von Geselligkeit möglich, erstmals bürgerliche Gleichheit zwischen Angehörigen verschiedener Stände als Idee zu erproben und im Gespräch von gleich zu gleich an einer unzensierten Meinungsbildung mitzuwirken. Der deutsche Philosoph Jürgen Habermas beschrieb diesen Prozess in seiner gleichnamigen Habilitationsschrift 1962 als „Strukturwandel der Öffentlichkeit“.
Obwohl Gespräche über religiöse und politische Themen in den geöffneten Logen grundsätzlich nicht gestattet sind, trugen sie zur Verbreitung aufklärerischer Ideen bei. Dies gilt, obwohl es den deutschen Logen nicht immer gelang, sich von obskurantistischen und mystischen Strömungen freizuhalten. Diese zeigten sich unter anderem beim konkurrierenden Rosenkreuzertum wie bei der maurerischen Strikten Observanz mit ihrem mittelalterlich anmutenden Hochgradsystem und dem Gehorsam gegenüber „Unbekannten Oberen“. Noch im 19. Jahrhundert hielt es die Große Mutterloge des Eklektischen Freimaurerbundes für angezeigt, Ritterspiele, Aberglaube (Gespensterglaube, Spiritismus, Okkultismus, Glaube an magische Kräfte, Astrologie und dem Obskurantismus aller Art den Kampf anzusagen. Insgesamt aber konnte sich dennoch, wie der Sozialhistoriker Hans-Ulrich Wehler urteilt, in den Logen „bürgerliche Aufklärungsmentalität“ weiter entfalten.
1902 wurde das Deutsche Freimaurer-Museum eröffnet und 1913 wurde die Wolfstieg-Gesellschaft für die freimaurerisch-wissenschaftliche Forschung gegründet. Für die Öffentlichkeit sind viele Informationen jedoch nicht zugänglich. Eine der wenigen Einblicke in die Arbeit der Freimaurer in Deutschland bot eine Ausstellung mit dem Titel „Licht ins Dunkel“ im Bremer Focke-Museum 2006.
Die meisten deutschen Logen männlicher Freimaurer gehören zu Großlogen, die in den Vereinigten Großlogen von Deutschland (VGLvD) zusammengeschlossen sind. Diese sind von der Vereinigten Großloge von England (UGLoE) anerkannt und werden im Sprachgebrauch der deutschsprachigen Freimaurer „reguläre“ Logen genannt. In den VGLvD sind 485 Freimaurerlogen mit rund 15.300 Mitgliedern organisiert.
Es gibt in Deutschland auch feminine und gemischtgeschlechtliche Großlogen. Von diesen ist die Frauen-Großloge von Deutschland von den Vereinigten Großlogen von Deutschland als „freimaurerisch arbeitend“ anerkannt. In Deutschland steht die Vereinigte Großlogen von Deutschland einem Dialog in Fragen der Gleichberechtigung der Frau verhältnismäßig offen gegenüber und koexistiert mit liberalen Logen.
Die liberalen Großlogen werden anerkannt durch den Groß-Orient von Frankreich (GOdF). Dazu gehören unter anderen die gemischtgeschlechtlichen Großlogen Freimaurergroßloge Humanitas, Le Droit Humain und der Souveräne GrossOrient von Deutschland.
Daneben existieren in Deutschland wie in fast allen Ländern, in denen die Freimaurerei aktiv ist, Logen, die nicht unter der Anerkennung einer Großloge arbeiten. Derartige Logen werden im freimaurerischen Sprachgebrauch als irregulär oder als Winkellogen bezeichnet. Je nach Ausrichtung werden nur Männer, nur Frauen oder auch männliche und weibliche Mitglieder aufgenommen.

### Frankreich
Die meisten Logen in Frankreich gehören zur liberalen Freimaurerei. Viele Großlogen verfügen über ein internationales Netzwerk. 2005 gab es in Frankreich rund 45.000 Mitglieder in 1080 Logen.
1773 wurde der Grand Orient de France gegründet. Es ist ein Dachverbund für rund 1200 Freimaurerlogen mit weltweit über 49.000 Mitgliedern. Seit 1889 gibt es ein Freimaurermuseum in Paris.
Le Droit Humain ist die Großloge der gemischten Freimaurerei, die 1893 gegründet wurde und im Jahr 2007 etwa 30.000 Männer und Frauen in über 60 Staaten umfasste, davon 15.250 in Frankreich.
Die Grande Loge de France hat etwa 27.000 und die Grande Loge Nationale Française etwa 43.500 Brüder.
Kleinere Organisationen sind die Grande Loge Féminine de France mit etwa 11.000 Schwestern, die Grande Loge Traditionnelle et Symbolique – Opéra mit etwa 5000 Brüdern, die Grande Loge Mixte de France mit 2.900 Brüdern und Schwestern, der Grand Prieuré des Gaules mit ca. 1000 Brüdern und der Ordre Initiatique et Traditionnel de l’Art Royal mit etwa 1000 Schwestern und Brüdern.

### Italien
Die erste Gründung einer Freimaurerloge erfolgte möglicherweise 1733 in Florenz.
1887 wurde in Rom als freimaurerisches Gegenstück zur Kurienkongregation „Propaganda Fide“ (auf Deutsch „Verbreitung des Glaubens“) die Loge „Propaganda Massonica“ (dt. „Verbreitung des Freimaurertums“) gegründet. Sie wurde, wie die Freimaurerei überhaupt, während der Herrschaft des Faschismus verboten. 1944 wurde sie als zweite Loge des Grande Oriente d’Italia als Propaganda Due (P2) neu gegründet. Sie war eine als regulär anerkannte Freimaurerloge in Italien. Da sie auch für kriminelle Ziele benutzt wurde, beschloss der Grande Oriente d’Italia 1974 ihren Ausschluss, was die kriminelle Vereinigung nicht daran hinderte, weiterhin als Freimaurerloge tätig zu bleiben. Wirksam wurde der Ausschluss jedoch erst 1982. Licio Gelli, Gründer und Meister vom Stuhl, erreichte 1975 beim Großmeister die Anerkennung einer Nachfolgeloge und betrieb die P2 insgeheim weiter. Die Aufdeckung der Machenschaften dieser Loge führten zu einem bedeutenden Skandal in Italien.
In Italien ist die Freimaurerei stark zersplittert. Die größten freimaurerischen Organisationen sind der Grande Oriente d’Italia, die Gran Loggia d’Italia (kurz: Piazza del Gesù), die Gran Loggia Regolare d’Italia und die Federazione italiana dell’Ordine Massonico Misto (zum Le Droit Humain gehörend). Daneben gibt es noch zahlreiche andere kleinere Gruppierungen.

### Kuba
1802 und 1803 wurde in Santiago de Cuba die ersten Freimaurerlogen gegründet. 1804 wurde ein französischer Juwelier, Mitglied der französischen Loge Réunion des Coeurs in Port-au-Prince, erster Meister vom Stuhl der neuen Loge El Templo de las Virtudes Teologales No 103. In den folgenden Jahren wurden in Kuba weitere Freimaurerlogen durch verschiedene amerikanische und französische Großlogen gestiftet. Unter Ferdinand VII. begannen 1814 Verfolgungen, Folterungen und Hinrichtungen von Freimaurern. Zum Ende des 19. Jahrhunderts konnte sich das Freimaurertum erholen. 1930 umfasste die Großloge etwa 14.000 Mitglieder in 190 Logen. Bis 1959 stieg die Mitgliederzahl auf 35.000. Die Revolution unter Fidel Castro führte schließlich zur Spaltung unter den Freimaurern. Bis 1991 war die Mitgliederzahl auf 22.000 gesunken.

### Luxemburg
Die erste Freimaurerloge wurde 1729 erwähnt. 1929 wurde die Großloge von Luxemburg (Grande Loge de Luxembourg) gegründet.
1959 gründeten Mitglieder der Männerloge Saint Jean de L’Espérance den Großorient von Luxemburg als Großloge. 1968 wurde der Großorient von Luxemburg aufgrund interner Schwierigkeiten „schlafen gelegt“, d. h. alle Arbeiten ruhten. Die Loge Saint Jean de L’Espérance arbeitete weiter. 1982 wurde der Großorient von den drei Logen L’Espérance, Liberté und Tolérance reaktiviert. Danach wurden auch Frauen aufgenommen. 1987 wurde eine vierte, ebenfalls gemischt-arbeitende Loge mit Namen Tradition et Progrès gegründet.
Der Großorient von Luxemburg ist heute ein Zusammenschluss von 11 liberalen Freimaurerlogen mit 520 Mitgliedern in vier Ländern.

### Österreich
Die Freimaurerei in Österreich begann im Jahre 1742, als auf Wunsch von Philipp Gotthard von Schaffgotsch, dem späteren Fürstbischof von Breslau, in Wien die erste Loge begründet wurde. Sie hatte nur kurz Bestand, 1743 ließ Maria Theresia sie auflösen. Erst nach ihrem Tode (1780) wurde die Freimaurerei in der Habsburgischen Monarchie wieder geduldet, 1784 die Große Landesloge von Österreich gebildet. 1797 wurde die Freimaurerei in Österreich verboten. Dieses Verbot galt bis 1867 für die gesamte Habsburgermonarchie, danach jedoch nicht mehr im Königreich Ungarn. Nach Errichtung der Ersten Republik in Österreich wurde die Großloge von Wien am 8. Dezember 1918 gegründet. Aufgrund des starken Einflusses der katholischen Kirche in Österreich machen Freimaurer in Österreich wesentlich geringere Öffentlichkeitsarbeit und treten seltener offen als Freimaurer in Erscheinung, als dies im übrigen Europa oder in den Vereinigten Staaten der Fall ist.
Die einzige von der Vereinigten Großloge von England anerkannte Großloge der Freimaurer ist die Großloge der alten freien und angenommenen Maurer von Österreich mit Sitz in Wien.
Liberale Großlogen in Österreich, die größtenteils gemischtgeschlechtlich arbeiten, sind:
- Großorient von Österreich
- Liberale Großloge von Österreich[82]
- Großloge Humanitas Austria
- Österreichische Föderation des Droit Humain[83]
- Universaler Freimaurerorden Hermetica[84]

### Schweiz
Am 16. November 1937 wurde in der Schweiz über eine Volksinitiative mit dem Titel „Verbot der Freimaurerei“ – initiiert von der „Schweizerischen Heimatwehr“ und der „Faschistischen Bewegung“ – abgestimmt. Die Vorlage wurde jedoch mit 68,7 % (bei einer Stimmbeteiligung von 65,94 %) abgelehnt.
Heute sind in der Schweiz verschiedene Systeme aktiv:
- Schweizerische Grossloge Alpina (SGLA) mit gegenwärtig 84 regionalen Logen.[87]
- Grand Orient de Suisse mit 20 Logen
- Schweizer Frauengroßloge mit 14 Logen
- gemischte Großloge der Schweiz (GGLS) mit 9 Logen
- Schweizer Jurisdiktion von Le Droit Humain mit drei Logen (gemischt)
- Grande Oriente d’Italia mit mindestens einer Loge
- Liberale Großloge von Österreich (LGL), vertreten mit der Loge „Fidelitas Zürich“.[88][89]
- verschiedene Männer-, Frauen- und gemischte Logen ohne Großlogenzugehörigkeit, vor allem im französischsprachigen Teil der Schweiz

### Türkei
Bereits 1721 entstand in der Türkei die erste Freimaurerloge in Istanbul durch französische Freimaurer (Lehrart des Grand Orient de France). Die von der Vereinigten Großloge von England anerkannte Großloge der Freien und Angenommenen Maurer der Türkei wurde in der heutigen Form 1956 zum vierten Mal wiedergegründet. Nach ihrer Spaltung entstand 1966 die durch den Grand Orient de France anerkannte Großloge der Liberalen Freimaurer der Türkei.

### Vereinigtes Königreich
Die Vereinigte Großloge von England ist die Dachorganisation der Freimaurerei in England und Wales und behauptet von sich, die älteste Großloge der Welt zu sein. Sie wurde 1717 gegründet, indem sich vier Freimaurerlogen aus London und Westminster zusammenschlossen. Sie ist in Provinzialgroßlogen organisiert, die ungefähr den traditionellen Grafschaften von England entsprechen.
Als älteste Freimaurerloge der Welt gilt die Lodge of Edinburgh (Mary’s Chapel) No. 1 in Schottland, die ihre Gründung auf das Jahr 1599 zurückführt. 1736 wurde die Großloge von Schottland gegründet.

### Vereinigte Staaten
Über die ersten Logen in den USA berichtet John Moore aus Pennsylvania im Jahre 1715. Viele Logen wurden ohne Anerkennung durch eine Großloge gegründet. Einige Logen waren von den damaligen Großlogen aus England, Irland und Schottland anerkannt. Nach der Amerikanischen Revolution entstanden unabhängige Großlogen in allen Staaten.
Es wird angenommen, dass George Washington, der erste Präsident der Vereinigten Staaten und Mitglied einer Loge in Virginia, zugleich erster Großmeister der Freimaurer in den USA war. Diese Machtstellung soll jedoch nur kurze Zeit gedauert haben, da verschiedene Großlogen diesen Großmeister nicht anerkannten.
Washington war seit 1752 Mitglied der Loge „Fredericksburg Lodge No. 1“ in Virginia, 1788 wurde er „Meister vom Stuhl“ der Freimaurerloge „Alexandria No. 39“. Den Eid zur Amtseinführung von US-Präsident Washington nahm der Großkanzler der Großloge von New York und Staatskanzler Robert R. Livingston ab. Auch die Grundsteinlegung des Kapitols 1793 erfolgte nach freimaurerischem Ritus. Bei der Beisetzung des Präsidenten 1799 trugen sechs Obersten der Armee, alle Freimaurer, den Sarg.
Die Freimaurerei hatte in den USA im 20. Jahrhundert ähnlich wie in Großbritannien eine große gesellschaftliche Bedeutung: 1960 waren mit über vier Millionen Mitgliedern 7,6 % der männlichen Bevölkerung in Logen registriert.

## Verschwörungstheorien

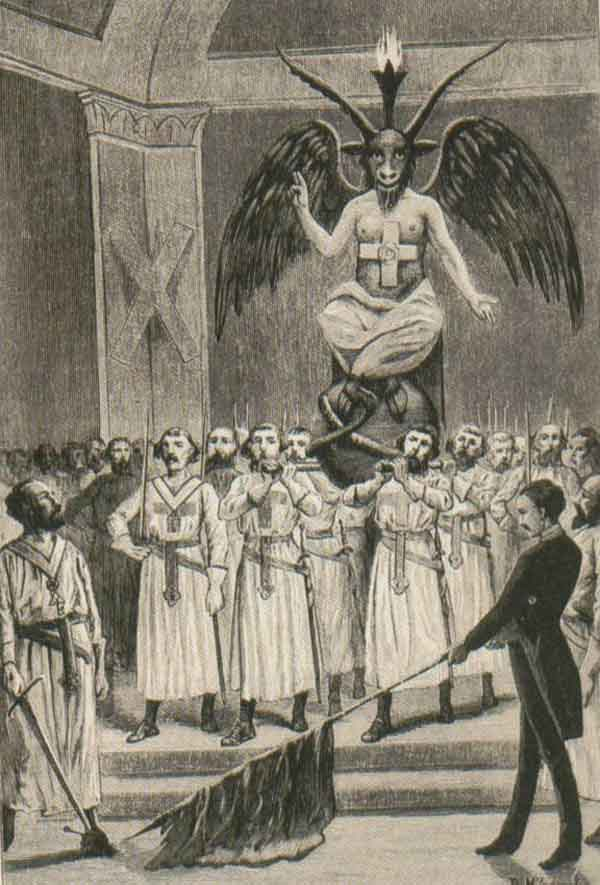
Freimaurer beten den Dämon Baphomet an. Illustration aus Léo Taxil: Les Mystères de la franc-maçonnerie dévoilés, Paris 1886. Die Darstellung ist frei erfunden.

Über die Freimaurerei sind seit langem verschiedene Verschwörungstheorien im Umlauf. Der Politologe Daniel Pipes sieht in der Verdächtigung, hinter einem unerwünschten Phänomen würden Freimaurer stecken, eine der beiden Haupttraditionen des Verschwörungsdenkens – die andere ist der Antisemitismus. Eine erste Häufung solcher Theorien gab es in um 1800, als der ehemalige Jesuit Augustin Barruel in seinen Mémoires pour servir à l’histoire du Jacobinisme die These verbreitete, die Freimaurer – sowie Aufklärungsphilosophen, Illuminaten und Atheisten – würden hinter der Französischen Revolution stecken. Ähnliche Behauptungen verbreiteten der schottische Naturphilosoph John Robison und der deutsche Theologe Johann August von Starck. Später wurden die deutsche Revolution 1848/1849 und die marxistische Arbeiterbewegung als Werk freimaurerischer Machenschaften hingestellt. Später wurde die Freimaurerei als Verbündete oder Handlangerin des Judentums hingestellt, so in den Protokollen der Weisen von Zion: Diese antisemitische Fiktion, 1903 im Kaiserreich Russland erschienen, findet bis heute weite Verbreitung. Weitere Verschwörungstheorien wurden im Kulturkampf im Deutschen Kaiserreich und in der Zeit des Nationalsozialismus verbreitet. In den Jahren 1885 bis 1897 wurde in Frankreich verbreitet, bei der freimaurerischen Tempelarbeit würde der Dämon Baphomet angebetet (Taxil-Schwindel).
In den USA entstand in den 1820er Jahren eine antimasonische Bewegung, die Anstoß daran nahm, dass ein guter Teil der Eliten des Landes Freimaurer waren. Diese populistische Bewegung gewann Zulauf, als der Publizist William Morgan 1826 entführt wurde und verschwand, gerade als er angeblich dabei war, ein Buch mit Enthüllungen über die amerikanische Freimaurerei fertigzustellen. In der Folgezeit wurden den Freimaurer vorgeworfen, sie seien antichristlich und antidemokratisch und der eigentliche Zweck ihrer Logen sei es, mit konspirativen Mitteln die Macht und den sozialen Status der Mitglieder zu vergrößern. 1827 bildete sich die Anti-Masonic Party, deren Hauptanliegen die Bekämpfung der Freimaurerei war. 1843 löste sich die Partei wieder auf. 1867 lebten die antimasonischen Verschwörungstheorien wieder auf: Die National Christian Association nominierte einen eigenen Kandidaten für die Präsidentschaftswahl in den Vereinigten Staaten 1868, der aber kaum Stimmen erhielt. In christlichen Kreisen in den USA wird bis ins 21. Jahrhundert hinein Freimaurern unterstellt, in Verschwörungen verwickelt zu sein, die bei einigen auf die Errichtung einer „Neuen Weltordnung“ abzielen sollen, bei anderen angeblich satanistisch orientiert sind oder dazu dienen sollen UFO-Landungen zu vertuschen.

## Organisationen nach Vorbild der Freimaurer
Die frühe Aufklärung zeichnete sich durch eine Vielzahl von mehr oder minder geheimen Gesellschaften und Vereinigungen aus. Weder der Begriff „Freimaurer“ noch der Begriff „Loge“ war oder ist gesetzlich geschützt, daher kann sich jede Vereinigung als „Loge“ oder selbst als „Freimaurerloge“ bezeichnen, auch wenn sie nicht durch eine Großloge anerkannt ist.
Darüber hinaus wurden nach dem Vorbild der Freimaurer zahlreiche andere Organisationen, wie der Independent Order of Odd Fellows oder die Studentenverbindungen in der angloamerikanischen Tradition gegründet. Inwieweit diese einen organisatorischen Bezug zur Freimaurerei haben, ist umstritten. Die Studentenverbindungen in Deutschland unterscheiden sich in Ritualen und Organisationen eindeutig von der Freimaurerei und sind keine „Jugendorganisationen“ der Logen. Dies gilt jedoch nicht in allen Staaten.
Die Jugendorganisation DeMolay International wurde 1919 in Kansas City von dem Freimaurer Frank Sherman Land gegründet und ist nach Jacques de Molay, dem letzten Großmeister des Templerordens, benannt. Ihr gehören männliche Jugendliche zwischen 12 und 21 Jahren an. Sie ist bis heute eng mit der Freimaurerei verbunden, ohne dieser jedoch anzugehören. DeMolay gilt als eine der größten Jugendbruderschaften dieser Art und ist heute weltweit in rund 30 Ländern mit über 600 lokalen Gruppen (Chapters) und etwa 14.000 aktiven Mitgliedern vertreten. Daneben gibt es auch maurerische Organisationen für Mädchen und junge Frauen wie Job’s Daughters International und den International Order of the Rainbow for Girls.
Die Studentenverbindung Skull & Bones ist ein elitärer Geheimbund, der in der Tradition der US-amerikanischen Freimaurerei steht und von vielen Autoren auch in organisatorischer Nähe zu dieser gesehen wird. Diese Nähe ist immer wieder Gegenstand von Verschwörungstheorien.

## Freimaurermuseen im deutschsprachigen Raum
- Im Schloss Rosenau nahe Zwettl in Niederösterreich gibt es ein Freimaurermuseum.
- In Bayreuth befindet sich das Deutsche Freimaurer-Museum.
- Freimaurer-Museum St. Michaelisdonn in Dithmarschen,[106] Museum der Großen Landesloge der Freimaurer von Deutschland. Es ist eines der drei größten Freimaurer-Museen Europas.
- Im Schloss Kuckuckstein in Sachsen ist ein Raum mit historischer Ausstattung einer Freimaurerloge zu besichtigen.
- Im Stadtmuseum Aschersleben befindet sich der öffentlich zugängliche Tempel der Loge Zu den drei Kleeblättern[107] mit einer Ausstellung über die Geschichte der Freimaurerei und der örtlichen Loge.

## Freimaurerische Werke (Auswahl)

### Musik
- Wolfgang Amadeus Mozart mit zahlreichen Werken.[108] Die KV-Nummern beziehen sich auf das Köchelverzeichnis. Neben anderen:
  - Die Zauberflöte, KV 620
  - Lobgesang auf die feierliche Johannisloge „O heiliges Band“, KV 148
  - Dir, Seele des Weltalls, KV 429
  - Gesellenreise, KV 468
  - Maurerische Trauermusik, KV 477
  - Zerfließet heut’, geliebte Brüder, KV 483
  - Ihr unsre neuen Leiter, KV 484
  - Eine kleine teutsche Kantate: Die ihr des unermeßlichen Weltalls Schöpfer ehrt, KV 619 – freimaurerisch „inspirierter“ deistischer Text von Franz Heinrich Ziegenhagen.
  - Laßt uns mit geschlungnen Händen, KV 623a (möglicherweise von Johann Holzer, siehe auch Österreichische Bundeshymne)
  - Kantate Die Maurerfreude, KV 471
  - Eine kleine Freimaurer Kantate, KV 623
- Jean Sibelius:[109] Musique Réligieuse Opus 113, Praising Hymn and the Ode to Fraternity (1946)
- Freestone: Temple of Humanity (Ausschnitte aus dem Album)

### Architektur
- António Augusto Carvalho Monteiros Schlösschen Quinta da Regaleira in Sintra[110]
- Freemasons’ Hall in London.

## Literatur

Eugen Lennhoff Die Freimaurer 1932

### Hilfsmittel
- Reinhold Dosch (Hrsg.): Deutsches Freimaurerlexikon. Studienverlag, Innsbruck-Wien-Bozen 2011, ISBN 978-3-7065-4522-8.
- Renate Endler, Elisabeth Schwarze-Neuß: Die Freimaurerbestände im Geheimen Staatsarchiv Preußischer Kulturbesitz. Band 1: Großlogen und Protektor; Band 2: Tochterlogen (= Schriftenreihe der internationalen Forschungsstelle Demokratische Bewegungen in Mitteleuropa 1770–1850, Bände 13 und 18), Frankfurt am Main u. a. 1994, 1996.
- M. Gaudart, H. Lamant, K. Hoffmeister: Dictionnaire des Franc-Maçons européens. Dualpha Editions, 2005, ISBN 2-915461-13-9.
- Eugen Lennhoff, Oskar Posner, Dieter A. Binder: Internationales Freimaurerlexikon. Überarbeitete und erweiterte Neuauflage der Ausgabe von 1932. München 2003, ISBN 3-7766-2161-3.
- Robert A. Minder: Freimaurer Politiker Lexikon von Salvador Allende bis Saad Zaghlul Pascha. Studienverlag, Innsbruck 2004, ISBN 3-7065-1909-7.
- Andrej Serkov: Enzyklopädie Russische Freimaurerei 1731–2000. Moskau 2001.
- August Wolfstieg: Bibliographie der freimaurerischen Literatur. 4 Bände, Reprografischer Nachdruck der Ausgaben Burg 1911, 1912 und Leipzig 1913, 1926 (Ergänzungsband, hrsg. von Bernhard Beyer). Olms, Hildesheim 1964 & 1992.

### Allgemeine Literatur und Einführungen
- Edwin A. Biedermann: Logen, Clubs und Bruderschaften. Droste-Verlag, Düsseldorf 2004, ISBN 3-7700-1184-8.
- Dieter A. Binder: Die Freimaurer. Ursprung, Rituale und Ziele einer diskreten Gesellschaft. Herder, Freiburg/Basel/Wien 2006, ISBN 3-451-05481-7.
- Dieter A. Binder: Die Freimaurer. Geschichte, Mythos und Symbole. Marix, Wiesbaden 2009, ISBN 978-3-86539-948-9.
- Heinrich Boos: Geschichte der Freimaurerei. Ein Beitrag zur Kultur- und Literatur-Geschichte des 18. Jahrhunderts. 2., vollständig umgearbeitete Auflage, H. R. Sauerländer, Aarau 1906 (Reprints 1969 und 1979).
- Alexander Giese: Die Freimaurer – Eine Einführung. Böhlau, Wien 1998, ISBN 3-205-99046-3 (4., überarbeitete Auflage 2005, ISBN 3-205-77353-5).
- Tom Goeller: Freimaurer. Aufklärung eines Mythos. be.bra verlag, Berlin 2014, ISBN 978-3-89809-103-9.
- Klaus Jürgen Grün: Philosophie der Freimaurerei. Eine interkulturelle Perspektive (= Interkulturelle Bibliothek. Band 124). Traugott Bautz Verlag, Nordhausen 2006, ISBN 3-88309-329-7.
- Jürgen Holtorf: Die Logen der Freimaurer. Einfluß, Macht, Verschwiegenheit. Heyne Verlag, München 1991, ISBN 3-930656-58-2 (beachtenswert der Unterschied im Vorwort zu den früheren Auflagen Heyne Verlag, München 1983, ISBN 3-453-01811-7).
- Michael Kraus (Hrsg.): Die Freimaurer. Ecowin Verlag, Salzburg 2007, ISBN 978-3-902404-40-4.
- Matthias Pöhlmann: Verschwiegene Männer. Freimaurer in Deutschland (= EZW-Texte. Band 182). 2. Auflage, Evangelische Zentralstelle für Weltanschauungsfragen, Berlin 2006, DNB 976724715.
- Matthias Pöhlmann: Die Freimaurer. Mythos und Geschichte. Herder, Freiburg/Basel/Wien 2019, ISBN 978-3-451-06876-8.
- Helmut Reinalter: Die Freimaurer. 7. Auflage, C. H. Beck, München 2016, ISBN 978-3-406-44733-4.
- Marcel Valmy: Die Freimaurer – Arbeit am Rauhen Stein – Mit Hammer, Zirkel und Winkelmaß. Bildband. Callwey Verlag, München 1988, ISBN 3-88059-929-7.

### Vertiefende Literatur
- Lambros Couloubaritsis: La complexité de la Franc-Maçonnerie. Approche Historique et Philosophique. Ousia, Brüssel 2018.
- Stefan-Ludwig Hoffmann: Die Politik der Geselligkeit. Freimaurerlogen in der deutschen Bürgergesellschaft 1840 bis 1918 (= Kritische Studien zur Geschichtswissenschaft. Band 141). Vandenhoeck und Ruprecht, Göttingen 2000, ISBN 3-525-35911-X.
- Quatuor coronati Jahrbuch für Freimaurerforschung. Zur Veröffentlichung neuer Forschungsergebnisse. Schwerpunkt bei Geschichte der Freimaurerei, auch ihr geistesgeschichtlich-kulturelles und politisch-gesellschaftliches Umfeld. Die Jahrbücher sind allgemein zugänglich und sollen Freimaurerforscher, Hochschulen und Institute sowie interessierte Laien mit der Arbeit von „Quatuor Coronati“ vertraut machen.[111]
- Alfred Schmidt: Entstehungsgeschichte der humanitären Freimaurerei. Deistische Wurzeln und Aspekte. Salier-Verlag, Leipzig 2014, ISBN 978-3-943539-40-0.
- Holger Zillner: Freimaurerei und Studentenverbindungen – Geschichte, Struktur, Identität. Kovač, Hamburg 2008, ISBN 978-3-8300-3873-3.

## Dokumentationen
- Tempel, Logen, Rituale. Dokumentation des öffentlich-rechtlichen Fernsehsenders Phoenix.
- NG Inside: Die Freimaurer. (Original: Freemasons on Trial), Filmdokumentation der National Geographic Society von 2007.
- Die Erben der Templer. ZDF-Dokumentation aus der Sendereihe Geheimbünde von Terra X von 2014.
- Alle Menschen werden Brüder – Die Freimaurer und die Musik: Dokumentation von WDR und Arte von Michael Meert (April 2012)
- Geheimes Deutschland- Freimaurerei in Hamburg aus der Dokumentation ZDF:zeit Geheimes Deutschland.
- Zwischen Freimaurern und Bodybuildern Reportage des NDR über die feminine Freimaurerei (Hamburg Journal vom 18. September 2012)
- Die Geschichte der Freimaurerei (Original: Inside the Freemasons), die Filmdokumentation blickt hinter die Kulissen der Freimaurerei und wirft einen Blick in die Zukunft. Erschienen im deutschsprachigen Raum am 15. September 2018 auf Netflix. Eine Emporium Productions und Netflix Produktion von 2017.
- Rolf Appel – ein herausragender Freimaurer im Gespräch mit Knut Terjung Youtube-Zusammenschnitt eines Portraits zum 90. Geburtstag

### Dachverband der regulären Großlogen in Deutschland
- Vereinigte Großlogen der Freimaurer von Deutschland

### Reguläre Großlogen in Deutschland
1. Großloge der Alten Freien und Angenommenen Maurer von Deutschland
2. Große Landesloge der Freimaurer von Deutschland (Freimaurerorden)
3. Große Nationale-Mutterloge „Zu den drei Weltkugeln“
4. American Canadian Grand Lodge
5. British Freemasons in Germany